# ガールズ&パンツァー
『ガールズ&パンツァー』（ガールズ アンド パンツァー、GIRLS und PANZER ）は、アクタス制作による日本のオリジナルテレビアニメ作品、および、これを原作としたメディアミックス作品。2012年10月から12月までと2013年3月に放送された。全12話+総集編2話。略称は「ガルパン」。『World of Tanks』の日本語版サイトなど、世界各国向けのサイトでは「GuP」が用いられる。

## 作品解説
戦車同士の模擬戦が伝統的な女性向けの武道として競技化され、戦車道と呼ばれて華道や茶道と並ぶ大和撫子の嗜みとして認知されている世界を舞台に、戦車戦の全国大会で優勝を目指す女子高生たちの奮闘を描くオリジナルアニメ。兵器である戦車を女子高生たちが運用するという、男性のアニメファンにアピールするようなミリタリーと萌え要素を併せ持ちつつも、死者の出ない戦闘とスポーツものの約束事を踏襲した物語が描かれ、戦争と死といった背景から切り離された戦車戦を描いている。主人公たちの拠点となる高校は巨大船舶の上に築かれた海上都市に所在する設定だが、その母港は茨城県東茨城郡大洗町であることが描写されており、サンクス（現ファミリーマート）の他、大洗町の店舗や宿泊施設、交通機関、役場や商工会などが協力・応援しており、街並、各種施設、交通機関がほぼ忠実に再現され、一部は実名で登場する。
従来アニメでの表現が困難であった戦車（特に無限軌道）の表現を3DCGの導入により実現している。登場する戦車は主に第二次世界大戦時に開発・使用された車輌で、主人公たちの使用するドイツ戦車のほか、日本、イギリス、アメリカ、フランス、ソ連など各国の戦車が登場し、劇中のCGも戦車は戦車好きのスタッフが担当するなど、各種車輌、船舶、航空機などに至るまで、特徴や挙動が細部まで精密に再現された。その一方、本作に登場する戦車はリアリズムよりも、特徴や個性を強調したキャラクターとしての描かれ方が優先されており、戦車を動かすための煩雑な手順は取捨選択されて省略されている。
また、本作は過去の戦争映画へのオマージュや小ネタが、映像や台詞に多数散りばめられている。
アニメ以外に、漫画版が『コミックフラッパー』にて2012年7月号より2014年4月号まで連載され、小説版がMF文庫Jから刊行（全3巻）。ほかにも多数の外伝・スピンオフ作品が存在する（後述）。
2013年4月28日にディファ有明で開催されたイベント『ハートフル・タンク・カーニバル』で、新作OVAおよび新作劇場版の制作が発表され、2014年7月5日に全国の14館の映画館で開催された先行上映イベントを経て、7月25日にOVA『これが本当のアンツィオ戦です！』が発売。そして2015年11月21日に『ガールズ&パンツァー 劇場版』が全国公開された。
2017年11月11日にテレビシリーズ全12話と「これが本当のアンツィオ戦です！」を合わせた総集編『ガールズ&パンツァー 第63回戦車道全国高校生大会 総集編』が各配信サイトで配信開始された。
2016年8月28日にパシフィコ横浜で開催された『ガールズ&パンツァー 劇場版』のイベント「第2次ハートフル・タンク・カーニバル」にて、劇場版の続編にあたる『ガールズ&パンツァー 最終章』の制作が発表された。中編映画全6話としての構成で、2017年12月9日からの第1話を皮切りに、劇場にてイベント公開中。

## あらすじ
学園艦と呼ばれる船の上に学校があり、「乙女のたしなみ」として華道や茶道などとともに「戦車道」があり、学校対抗の全国大会が行われている世界。テレビアニメでは、自分の道を見失って強豪校を去ることになった主人公の西住みほが、実績のない無名校を率いて全国優勝を目指しながら、自分の戦車道と向き合っていく過程を描いている。OVA『これが本当のアンツィオ戦です！』は、テレビアニメ第7話では省略された全国大会第2回戦の詳細を、劇場版はテレビアニメの続きとなる全国大会の後日談を、最終章は劇場版のその後を描いている。

### 本編
主人公の西住みほは、茨城県大洗町の女子高・大洗女子学園にやって来た転校生。彼女は西住流戦車道の家元の娘で、姉の西住まほが戦車道の隊長を務める熊本の黒森峰女学園では戦車道を履修しており、1年生にして副隊長を務めていた。しかし、10連覇のかかった昨年の戦車道全国高校生大会において、川に転落した仲間の救助を優先したみほの行動から黒森峰女学園は決勝戦で敗退。彼女は西住流戦車道と自分の考えの隔たりから戦車道をやめる決意をし、戦車道のない大洗女子学園に転校してきたのだった。彼女は引っ込み思案な性格から親しい友達もできず、寂しい日々を過ごしていたが、そんなある日、クラスメイトの武部沙織とその親友の五十鈴華から昼食の誘いを受け、食堂で昼食を共にした彼女は二人と親しくなる。
教室に戻ると生徒会の面々がみほたちの前に現れ、戦車道を履修せよと強引に迫ってきて、みほは激しく動揺する。直後、全校生徒を集めたオリエンテーションにおいて、数年後に日本で開催される戦車道の世界大会に向けて文部科学省から全国の高校や大学へ戦車道へ力を入れるように要請があったこと、これによりかつて戦車道を行なっていた大洗女子学園でも戦車道を復活させること、戦車道の履修者へ特典や優遇策を約束するという発表が行われた。みほは上述の理由から戦車道履修を選択せず、再び生徒会から圧力を受けるが、理由を知ってみほのことを必死にかばう沙織や華の思いに応えて、戦車道の履修を決意する。
履修科目が決まり、みほたち戦車道履修者は格納庫へ向かう。しかしそこにあったのは長年放置されていたIV号戦車1輌だけであった。そのため履修者たちは自ら手分けして戦車の捜索を行い、IV号同様に荒れ果てていた戦車を4輌発見する。自動車部の協力によりそれらを使用可能な状態にするも経験者はみほ一人であり、多くの者が戦車の動かし方さえわからずにいた。その中、自衛隊から招いた教官の発案で全車対抗の実戦練習を行う。みほたちは一時は窮地に陥りつつも他の3輌を撃破し勝利する。この間に、戦車マニアでみほに憧れを抱いていた秋山優花里と、あくまで「単位のため」に戦車道に参加することになった冷泉麻子が仲間に加わる。
聖（セント）グロリアーナ女学院との練習試合を経て、大洗女子学園は戦車道の公式戦である戦車道全国高校生大会にエントリーする。大洗女子学園は苦戦続きながらもみほの指揮の下、サンダース大学附属高校とアンツィオ高校を破り、準決勝進出を果たす。その準決勝のプラウダ高校戦の最中、相手の罠にはまって包囲された絶体絶命の状況下で、みほたちは生徒会から大洗女子学園が学園艦統合の煽りを受けて廃校の危機にあり、この大会で優勝することが学園存続の条件になっていることを聞かされる。生徒会がみほに戦車道履修を強要したのもそれが理由であった。敗北すれば学校がなくなると知って奮起したみほたちは逆転でプラウダ高校を下し、決勝戦に進出する。
決勝戦の相手はかつてのみほの母校で、西住流戦車道後継者・西住まほが率いる優勝候補の黒森峰女学園。戦車の質・量ともに圧倒的優位にある黒森峰女学園に立ち向かった大洗女子学園であったが、渡河中に1年生チームの車両が動かなくなるというトラブルが発生する。1年生の車長から自分たちを見捨てるよう進言され、みほは逡巡するが、過去のトラウマを振り切るように彼女たちの救助を優先する。大洗女子学園はチームワークと奇抜な作戦で対抗し、みほが救った1年生チームの活躍もあって、戦力差を跳ね除けて西住姉妹によるフラッグ車同士の一騎打ちに持ち込むことに成功。みほはまほとの激闘の末にこの一騎打ちを制し、大洗女子学園は念願の全国大会優勝を果たしたのだった。

### OVA『これが本当のアンツィオ戦です！』
サンダース大附属高校を何とか下し、2回戦に進出した大洗女子学園。その2回戦の相手は、アンチョビ（安斎千代美）隊長のもと、アンチョビを慕い、CV.33を駆る副隊長のペパロニと、カエサルとは小学校以来の親友で今でも固い友情を見せる同じく副隊長のカルパッチョを擁し、1回戦を勝ち進んできたアンツィオ高校であった。アンツィオ高校は強力な戦車を保有しているとは言えなかったが、長年の努力の末、アンチョビは切り札として重戦車P40を用意。対戦車火力は皆無なものの軽快なCV.33を活用した秘策も準備して大洗との試合に備える。一方、サンダース戦同様アンツィオに潜入した優花里やカバさんチームの面々の協力により、アンツィオの情報を入手した大洗側はアンツィオ戦を想定した練習を重ねる。そして試合当日。大洗女子学園はアンツィオ高校が仕掛ける「マカロニ作戦」や、倒しても倒しても復活するCV.33に翻弄されるが、みほの的確な判断とアンツィオ高校の作戦ミスによって形勢は逆転、最後はアンツィオ高校のフラッグ車のP40を撃破し、2回戦突破を決めたのだった。

### 劇場版
廃校の危機を脱した大洗女子学園の地元大洗町では、エキシビションマッチの開催に盛り上がっていた。しかし、試合後学園艦に戻った大洗女子学園の面々が目の当たりにしたのは、学園の門にがんじがらめに貼られた「KEEP OUT」のテープ。そこで知らされたのは「優勝すれば廃校を免れる可能性がある」とはあくまでも存続の検討で、検討の結果、廃校撤回は不可かつ即廃校ということであった。結果、大洗女子学園は学園艦からの退去を余儀なくされる。

転校先が決まるまでの間、大洗女子学園の生徒たちは分散生活を強いられていた。生徒会長の杏は密かに日本戦車道連盟や西住流家元である西住しほの協力を仰ぎ、文部科学省担当者から大学選抜チームに勝利すれば今度こそ廃校を撤回するという確約を得るが、提示された試合条件は、参加可能上限台数30輌かつ殲滅戦。戦車保有台数僅か8輌の大洗女子学園にとって絶望的条件であった。

翌朝、試合がまさに始まろうとしたその時、「待ったぁ！」の声が響く。黒森峰女学園などライバル校らの面々が続々と大洗女子学園への転校という形を取って駆けつける。強力な援軍を得たみほたちは自分たちの学園を取り戻すため大学選抜チームに挑み、勝利を勝ち取る。

### 最終章
学園存続を勝ち取った大洗女子学園では、3年生の卒業に向けて生徒会の改選が行われ、新たに華らが生徒会役員に就いていた。そこに降って湧いた河嶋の留年騒動。実態は合格できそうな大学がないという進学危機だったが、そんな中でも後輩たちのために戦車探索を続けていた河嶋のために、戦車道によるAO入試での大学合格の可能性に賭け、大洗女子学園は河嶋を隊長に20年振りに開催される戦車道の冬季無限軌道杯に参加することにしたのだが…。

## 戦車道
作品世界内で、戦車を用いて行なわれている武道。現在ではマイナーな武芸とされているが、かつては華道・茶道と並び称されるほどの伝統的な文化であり、世界中で女子の嗜みとして受け継がれてきた。礼節のある、淑やかで慎ましく、凛々しい婦女子を育成することを目指した武芸とされる。世界的に広く認知されており、専門誌「月刊戦車道」も存在する。
必要最低人員
基本的には、その戦車本来の乗車定員と役割分担に基づいた乗車人数が必要となる。必要最低人員は車長、砲手、操縦手の3名で（CV33などもともと乗車定員2名の車両は、例外的に砲手兼任の車長・操縦手の2名）、4名では装填手、5名では通信手と、人数が増えるごとに役割が細分化されるため、各員の負担軽減と同時に砲撃の精度や速度と合わせて総合的な戦闘能力が向上する。また、本来想定されている乗員数を超えての搭乗も許される。
試合形式
試合形式は相手チームの全ての車輌を行動不能にすれば勝利となる「殲滅戦」と、自チームの車輌の中からあらかじめ1輌をフラッグ車として指定し、相手のフラッグ車を先に行動不能とした側が勝者となる「フラッグ戦」の2種類があり、日本戦車道連盟（以下、連盟）によって指定されるが、公式戦となる全国大会（以下、公式戦）は戦力差を少しでも縮めるため、全試合とも「フラッグ戦」となっている。予定されるプロリーグでは「殲滅戦」が基本ルールとなっている。
参加車輌数
公式戦の1回戦・2回戦は参加車輌数が10輌までと規定されており、準決勝では15輌まで、決勝戦では20輌までとなっている。
参加可能な戦車
参加可能な戦車は1945年8月15日までに設計が完了して試作されていた車輌と、それらに搭載される予定だった部材を使用した車輌のみで、左記の条件を満たしていれば、実在しない部材同士の組み合わせは認められる。設計段階の車輌に関しては、部材が調達できず再現が困難な場合は連盟と個別協議を行い、許可された範囲内での改造が認められている。
判定装置
車輌には連盟公認の判定装置が設置され、有効な命中弾を受けた場合は瞬時に「行動不能」を示す白旗が上がるシステムとなっている。なお、エンジンの不調や足回りの破損など、現地修理が可能な比較的軽微な故障については「行動不能」と判定されない場合が多い。
装甲材
競技者保護のため乗員室は連盟公認の装甲材で覆うことが義務付けられ、砲弾は連盟公認の実弾の使用が規定されており、弾頭や装薬の加工は認められていない。車内は特殊なカーボンコーティングが施されおおむね安全が保たれるが、着弾で火災が発生することもあるため絶対ではない。試合中に行動不能となった車輌は試合終了後に回収班のトレーラーなどで運搬され、各部の補修と検査の後に返却される。
試合の開催地
試合の開催地は、公平を期すために連盟がルーレットで決めて各校に通達し、72時間以内に開催地へ寄港して会場に登録申請をし、作戦や対策の立案、戦車の編成や整備・改造を行う。また、競技場に異議がある場合は、連盟からの通達後24時間以内に異議の文書を提出し、審議した後に異議が通れば開催地の変更が行われる。
試合時間
試合時間は開催地毎に連盟が指定しており、時間内に決着が付かない場合は各代表の一騎討ちで決着をつける。勝負試合中に悪天候により試合続行が困難な場合は天候が回復するまで一時中断し、場合によっては日を改めて再開する。「殲滅戦」は制限時間がない。
審判員
日本戦車道連盟から派遣される。女性。第二次世界大戦期ドイツの野戦憲兵を模した制服を着用し、胸に下げたゴルゲットには“JUDGE”と書かれている。審判を行う場合はホイッスルや、交通管制用バトンを模した判定用の札を使う。試合会場が広範囲にわたる場合は航空機を使用し、上空から判定や残存車両の確認を行う。
その他
通信手段に規制はなく、傍受も禁止されていない。試合中の搭乗員の乗り替えも可。また試合前の相手校への諜報活動も認められている。
公式戦の会場には特設野外観客席が設けられ、列車牽引式の大画面スクリーンにライブ映像や状況マップおよび各車両のステータスなどが表示される。そのスクリーンの車台部分は列車砲に近似しており、「Leopold」との表記がある。
市街地走行時も履帯には舗装路への影響を抑えるためのゴムパッドは装着されないが、作品世界の道は硬くできており、そのままの状態で走行しても問題ないように造られている。市街戦で建物が損壊した場合は該当の建物が新築対象となり、連盟が費用を補填する。そのため、戦車による建物の損害が発生しても、住民は無料で家を新築に建て直してもらえるという理由から怒らずに喜んだり、損害を受けた家の家主を羨ましがったりする。
劇場版における変更
豆戦車など機関銃程度しか武装がないものや、突撃砲など本来砲兵が運用するものも戦車として扱われているが、「一定の装甲を持つ有蓋車」というのが公式戦参加の基準であったことが劇場版で明かされた。同基準は、劇場版でさらに変更され「装軌車で密閉された戦闘室を作れば元が無蓋であっても戦車として扱う」こととなり、カール自走臼砲など、装甲を持たない完全なる「野戦砲」も改造を施して戦車として扱うようになっている。
強襲戦車競技（タンカスロン）
スピンオフ作品『リボンの武者』内で開催される、日本戦車道連盟非公式・非公認の戦車競技。いわゆる野仕合で知る人ぞ知る競技だが、戦車道以上に実戦に近い試合内容から人気が高まっている。
規定は参加可能車両が10トン以下の軽戦車か豆戦車に限られることのみ。1輌から参加でき、異なる学校の合同チームでの参加も可能。投入車両数の制限もないうえ、試合中の車両増援や試合への乱入も禁止されていない。競技会場や開催時間にも制限はなく、夜間でも競技が行われる。
観戦者は競技フィールド内のどこでも観戦可能だが、負傷や損害を負った場合は自己責任となる。
大鍋（カルドロン）
ダージリンが企画した強襲戦車競技の大会。強襲戦車競技の大会としてはかつてない大規模な大会であり、競技会場は全国各地におよび、インターネットによる中継やブックメーカーによる賭けも行われている。試合形式はトーナメント方式で、対戦方法や勝利条件は対戦ごとに決められる。また必要に応じて助っ人を頼むことが許されているが、その助っ人が試合中に助っ人を依頼したチームを裏切ることも容認されており、さらに助っ人は戦車道チームでなくても構わないとされている。そして敗者は勝者の配下に入り、次の試合は勝者と共に戦うことが決められている。
第1回の決勝戦は安全性の面から中止となり、2回戦のスコアから暫定王者が決定された。

## 登場人物
- 西住 みほ（にしずみ みほ） - 声：渕上舞[22]
- 武部 沙織（たけべ さおり） - 声：茅野愛衣[22]
- 五十鈴 華（いすず はな） - 声：尾崎真実[22]
- 秋山 優花里（あきやま ゆかり） - 声：中上育実[22]
- 冷泉 麻子（れいぜい まこ） - 声：井口裕香[22]
- 西住 まほ（にしずみ まほ） - 声：田中理恵[22]
- 逸見 エリカ（いつみ エリカ） - 声：生天目仁美[22]
- ダージリン - 声：喜多村英梨[22]
- オレンジペコ - 声：石原舞[22]
- ケイ - 声：川澄綾子[22]
- ナオミ - 声：伊瀬茉莉也[22]
- アリサ - 声：平野綾[22]
- アンチョビ - 声：吉岡麻耶[23]
- カルパッチョ - 声：早見沙織[22]
- ペパロニ - 声：大地葉[22]
- カチューシャ - 声：金元寿子[22]
- ノンナ - 声：上坂すみれ[22]

## 用語

### 作品中の用語
西住流戦車道
戦車道の流派のひとつ。みほとまほが修めており、数ある戦車道の流派の中でも特に長い歴史と伝統を有するとされ、戦車道を修得している学校の間で西住流の名は広く知れ渡っている。現在の師範はしほ。統制された一糸乱れぬ陣形から繰り出される圧倒的な火力を用いて短期決戦で敵と決着をつける戦術を得意とする。「何があろうと前に進み、相手に勝利することこそがすべてである」と説いており、勝利のためならば多少の犠牲もやむを得ないとしている。みほはこの教えが納得できず、前年の公式戦決勝戦の件もあって、黒森峰女学園から戦車道がなかった大洗女子学園に転校する。
島田流戦車道
戦車道流派のひとつ。大学生選抜強化チームの隊長である愛里寿が修めている。現在の家元は千代。臨機応変に対応できる変幻自在な戦術を得意とする。西住流と双璧をなしており、世界中に道場がある。
日本戦車道連盟
社会人・大学・高校など日本国内の戦車道の指導・管理を行い、公式戦などを開催運営している組織。2年後に日本で実施される世界選手権大会に向け、文科省の後援を受ける。
学園艦
本作の特異な世界観を戦車道と並んで象徴する船舶であり、物語の中心となる舞台である。学園艦とは、巨大な船体に街ひとつを丸ごと抱えた超大型の船舶で、名前のとおり、艦そのものが海に浮かぶ巨大な教育機関として成り立っている。艦と名が付くが戦闘に従事する船舶ではない。上甲板には校舎やグランド、学生寮といった教育施設のほかに、住居や商業施設が立ち並ぶ。また、艦内には農場や水産養殖場といった食料生産施設、浄水・発電施設や道路、ごみ焼却場などのライフラインを有し艦全体に都市の広がりをもち、恒常的な洋上生活を支え、生徒たちは学園艦のそれらを運営することで様々なことを学ぶ。学園艦の建造にはいくつもの巨大なブロックを製造し、そのブロックを繋ぎ合わせるブロック建造方式で建造される。
その歴史はきわめて古く、シーザーが著書の中で学園艦に言及しているほか、海洋国家であったヴェネツィア共和国やイギリスなども早くから学園艦を保有していたという記録があり、大航海時代に造られたものも現存する。大きく世界に羽ばたく人材の育成と生徒の自主独立心を養うために建造されたと言われる。大半の生徒は親元を離れて寮で生活するが、艦内で生まれ育ち、家族で生活する者もいる。海上に学校が存在することは当然の常識とされているが、実際には小学校までは陸上に存在する。維持や運営に莫大な費用が掛かることから、作中では特段の実績がない学校を優先して廃止する統廃合計画が進行している。学校名と艦の名称は同一であり、登場する艦はすべて日本に属している。通常は洋上を航海しているため生徒は寄港時以外は陸には上がれないが、航空機や船舶による移動は可能。学園以外には大小の住宅、ホームセンターやコンビニエンスストアなどがあり、道路には自動車も走行するほか、広大な自然が形成されているなど陸上同様の環境となっている。
艦の大きさはさまざまだが、作中に登場する学園艦の中では小規模な大洗女子学園でも全長7,600m、甲板長7,100m、甲板最大幅900m、喫水250m、甲板高440m、艦橋高150m、乗員3万人と、デザインモチーフとなった空母よりはるかに巨大である。
大洗女子学園の場合、艦の運航は船舶科の生徒が1日3交代の8時間勤務で行っている。船舶科は学費免除とされているが、8時間勤務以外にも授業を受けなければならない規則があるため、普通科よりはハードになっている。
せんしゃ倶楽部
大洗女子学園の学園艦にある、戦車関連の商品を取扱う専門店。書籍やプラモデルのほか、転輪や砲身まで販売しており、ワイヤーフレーム式戦車ゲーム（実在したゲーム『バトルゾーン』がモデル）なども設置されている。店舗はイカロス出版が市谷で運営している「のりもの倶楽部」がモデルとなっている。また、同社の出版物も作中に登場する戦車関連出版物のモデルの一つになっている。
『リボンの武者』には本店が登場する。品揃えは膨大で、さらに地下の工廠では強襲戦車競技用などの日本戦車道連盟の非公認パーツの製造・販売や戦車の改造・メンテナンスなども取り扱う。
『リトルアーミーII』では大洗リゾートアウトレットに出店している。戦車パーツだけではなくグッズやファッションなども取り扱っている。
戦車喫茶 ルクレール
戦車に関連した演出がされている喫茶店。入口には入店待ち用の長椅子と共に、店名の由来でもあるルクレールのオブジェ、店内外には土嚢やジェリカン、ドラム缶などが置かれている。FIAT 2000型の注文用呼び出しボタンを押すと90式戦車の主砲発射音が響き、軍服にエプロンを着用するウェイトレスはすべての注文を受けると敬礼する。食事や飲み物はテーブル脇に設置された専用路を通るミニサイズのドラゴンワゴンにより自動的に運ばれるシステムで、ケーキは戦車を模したデザインとなっている。
あんこう踊り
大洗女子学園艦の母港である大洗町で行われる踊りで、踊る際は大洗町の名物であるアンコウを模したピンク色の全身タイツを着用する。杏から「聖グロリアーナ女学院との親善試合で負けた場合のペナルティ」と宣言されたときには、大洗に詳しくないみほを除いてほぼ全員が顔を青くした一方、なぜか杏だけはあんこう踊りが好きなのか、唯一笑顔で踊っている。劇中では第4話の聖グロリアーナ女学院との親善試合後にあんこうチームとカメさんチームが大洗町内で踊ったほか、第9話でのプラウダ高校との準決勝試合中に大洗女子学園チーム全員で踊る。あんこう踊りのフルバージョンはOVA第4話「アンコウ・ウォー！」に登場する。あんこう踊りの音楽については「挿入歌」を参照のこと。
曲と振り付けは本作用に新規に制作されたもので、実際の大洗町に伝わる踊りではない。振付を考案したのは監督である水島努。
ボコ
声 - 藤村歩
劇中劇の「ボコられグマのボコ」シリーズに登場する、茶色の熊のキャラクター。みほと愛里寿が大ファンで、みほの部屋にはたくさんのぬいぐるみが置いてある。常に身体のどこかしらに怪我をしており、包帯や眼帯、縫い目などがある。腕っ節が弱いにもかかわらず大変に喧嘩っ早く、誰かに喧嘩を売っては返り討ちにされる。どれほど叩きのめされても諦めず、果敢に立ち向かっていくが、それでも決して勝つことはない、というのがボコのキャラクター性であるらしい。劇場版では大洗町内に「ボコミュージアム」というボコのテーマパークが登場するが、来園者はほとんどおらず、繁盛しているとは言いがたい（劇場版の後となる『リトルアーミーII』の巻末漫画では、島田流が公式スポンサーになったことによりリニューアルオープンし、それなりに繁盛している）。
冬期無限軌道杯
最終章で開催されている戦車道の大会。日本戦車道連盟の設立を記念して発足した由緒ある大会で、開催が第40回以降途絶えていたが、プロリーグの翌年からの開幕を記念して20年ぶりに復活した。
全国戦車道大会優勝記念杯
スピンオフ作品『リトルアーミーII』内で開催される一大イベント。毎年12月に全国戦車道大会優勝校の地元で行われており、3年生にとってはこの大会が高校生活最後の戦車道大会と言える。しかしすでに引退しているところもある（黒森峰や聖グロなど）。

### 現実の戦車用語
パンツァー・フォー（ドイツ語：Panzer vor）
「戦車前進」や「戦車前へ」という意味のドイツ語。みほが自らの戦車道チームを一斉に進ませるときなどに発言する。さらに、イメージソング「それゆけ！ 乙女の戦車道!!」の歌詞や、関連するイベントの題名やかけ声、および派生作品などに使われており、本作の象徴的なフレーズの1つとなっている。
パンツァーカイル（ドイツ語：Panzerkeil）
ドイツ語で「戦車の楔」を意味する語で、高い防御力を持つ戦車を先頭に、後続の複数車輌がおおむね三角形の状態を保つ楔を模した、主に敵部隊への突入時に多用される戦闘隊形。前面へ火力を集中しながら、配置次第では両側面へも対応可能でありバランスがよい。第2話のエルヴィンの台詞で登場するほか、第1話の聖グロリアーナや第11話および第12話での黒森峰などが進撃時にパンツァーカイルを用いる。「パンツァーカイル」を参照。
稜線射撃
起伏のある地形を利用した射撃方法。山地や丘陵、盛り上がりのある地面上から可能な限り砲のみを露出させて発砲する。砲のみを露出することによって砲より下部の投影面積を減少させられる。これにより、相手の視線を遮って発見を妨げたり、相手の射撃を稜線を盾にして防ぐことができる。自身の位置が露見して相手の反撃を受ける場合になっても、砲の防盾を活用して射撃を継続したり、後進して稜線下に自身を隠匿してから機会をうかがって攻撃に移る、または隠匿したまま転地や後退などできる。第6話のみほの台詞に登場するが、このときのみほは「稜線の上（丘の上の見通しの良い場所）から下方に位置する相手を射撃する」という意味合いでこの言葉を使用し、これは厳密に言えば稜線射撃ではない。本来の意味での稜線射撃は、第5話終盤でIII号突撃砲がM4中戦車に対して行なう。
行進間射撃
走行しながら射撃を行うこと。自車が移動・振動するなかで照準を合わせることは困難で、みほやケイが作中で言うように、特に戦車道で用いられる第二次世界大戦までの世代の砲安定装置（スタビライザー）や射撃管制装置を持たない戦車における行進間射撃の命中はほとんどない。作品中でも行進間射撃はたびたび行われるが、至近距離といった好条件を除き、ほとんど命中しない。
ヴィンター・ケッテン（ドイツ語：Winterketten）
冬季用履帯を指すドイツ語。ドイツのIII号戦車（III号突撃砲含む）・IV号戦車系列用の履帯で、基本形状は後期型の標準である「40 cm幅履帯」と同一だが、履板外側側方に薄く長い張り出しを追加して（履帯と張り出しは一体鋳造）、接地圧を下げ、雪中行動時の車体の埋没を防ぐ。かんじきやスキー板と同じ原理。また、通常のIII・IV号戦車用履帯と同様に「ヴィンター・ケッテン」にも、履板の中央の窪みに、ハの字型の滑り止め「アイスクラート」を追加で取り付ける（取り外し可能）ことがある。しかし、「ヴィンター・ケッテン」には、長い張り出し部分が破損しやすいという欠点があり、後に、張り出しを厚く短くした、「オスト・ケッテン」（Ostketten＝東部用履帯）が開発され、実装された。公式戦準決勝のプラウダ戦が雪中戦になることを見越してIII号突撃砲に「ヴィンター・ケッテン」が装備された。
シュトリヒ（ドイツ語：Strich）
ドイツ語で「筋」・「条線」を表す語で、ドイツ戦車砲の照準器で使用される角度を表す測距単位。第3話と第4話の台詞に登場する。作中に登場する戦車には射撃管制装置が搭載されていないため、敵との距離を砲手が計算して射撃する必要がある。円周の一周分を6,400等分した時の角度を指す。日本や欧米で用いられる「ミル」という単位と同一のもので、1シュトリヒ時は1000メートル先に1メートルのものがある場合に相当する。照準器内のマークは、中央に高さと幅が4シュトリヒの三角（△）、その両側水平に3つずつ並ぶ小さい三角（△）は2シュトリヒ、マークの間隔は1シュトリヒ。計算式は、距離[メートル]=目標の大きさ[メートル]÷シュトリヒ×1,000。高さ3メートルのM3が1,000[メートル]先にいる場合は3シュトリヒに見えるので照準は1,000[メートル]に合わせる。幅1[メートル]の目標が距離不明で2シュトリヒある場合、2シュトリヒは距離1,000[メートル]の時の2[メートル]相当の間隔なので、1÷2×1,000で距離は500[メートル]となる。基本的にIV号戦車とIII号突撃砲の見方は同じだが、レティクル（照準線）のデザインが異なる。
超信地旋回
本来の意味は「超信地旋回」を参照。劇場版で角谷杏と蝶野亜美が、文部科学省の大洗女子学園廃校処置を撤回させる申し入れに協力を仰ぐべく、日本戦車道連盟理事長と話している際、文科省から戦車道プロリーグ設置委員長就任を打診されている西住流戦車道家元のしほに廃校撤回申し入れの後ろ盾になってもらえれば、文科省側にとって寝耳に水の交渉材料となると思いついたときに「コペルニクス的転回」の意味で用いる。

## 登場兵器

### 大洗女子学園
あんこうチーム　：
 IV号戦車(D)(F2)(H)
発見当時はD型だったものの、その後長砲身に改良し、F2型となる。最終的には追加装甲を設け、IV号戦車最終形態であるH型となる。
 カメさんチーム　：
38t戦車
中盤から、車体を利用し駆逐戦車ヘッツァーに改良される
 アヒルさんチーム　：
八九式中戦車
 カバさんチーム　：
 III号突撃砲F型
 うさぎさんチーム　：
M3中戦車
 カモさんチーム　：
B1bis
 レオポンさんチーム　：
ポルシェティーガー
 アリクイさんチーム　：
三式中戦車

## 製作

### 企画
アクタス社長の丸山俊平は、バンダイビジュアルの湯川淳に本作の製作を相談したところ、湯川から「旬なクリエイターを一人連れてこい」という条件を提示された。丸山は伝手をたどってミリタリー雑誌『MC☆あくしず』への連載などで知られる島田フミカネを紹介してもらう。丸山は先輩アニメーターから「本格的な戦車ものはコストに見合わないからやってはいけない」という言葉を受けていたが、アクタスとしてここまで確たる成果が出ていなかったこともあり、戦車を題材にすることが決まって以降は「アクタスと自分にとって最後の作品になる」という気持ちで臨んだと語っている。
監督の水島努は企画を受け取った際、戦車と女子高生という両極端な組み合わせに興味を持ち、監督を引き受けた。そこへシナリオライターとして吉田玲子が加わり、アイデアを出し合った。戦車同士の戦いを戦車道という女性向けスポーツとして描くアイデアは、戦争の道具である戦車から戦争の雰囲気を取り払う目的で提案されたものである。

### セッティング
企画立ち上げ当初、「戦車道弱小校」と「学園艦」という設定だけが決まっていた段階では、雪と山が多いために戦車を動かすことが難しい山陰地方の港町を舞台にする予定であった。しかし山陰は東京からロケハンを行うには遠すぎるため、港町で東京からも遠くない大洗町に白羽の矢が立ち、ロケ地探しの便宜を大洗町に依頼する。この時、制作側と大洗町側は「このアニメで町（地方公共団体）を巻き込まない」「経済効果の話をしない」と約束している。過去に行政が主体となってアニメで町おこしをしてトラブルが起きたケースがあること、確実にヒットするという保証がどこにもないこと、ヒットしてもブームが過ぎれば水泡に帰すこと、そして劇中のこととはいえ、戦車によって街が破壊されることが理由である。杉山は公式ツイッターアカウントで、訪問者にルールとマナーを守るよう常に呼び掛けている。その一方で杉山は、地域住民はファンを「ガルパンさん」と呼んでおり、ファンのマナーは良い、と主張している。

### キャラクター設定
登場人物のうち、カメさんチーム（生徒会チーム）のメンバー構成について、キャラクター原案の島田フミカネは「某ギャグアニメの悪役トリオをモデルにした」と語っている。
劇場版で本格的に登場した継続高校はフィンランドをモチーフとしており、校名は継続戦争に由来している。水島はフィンランドに対して「静から動へ」というイメージを抱くと同時にあこがれを抱いており、いつかは登場させたいと考えていたものの、時間の都合からテレビアニメ版に登場させることはできなかった。劇場版制作にあたり、水島自身は継続高校を影の主役と位置付け、隊長のミカに物語冒頭と最後のセリフを与えている。また、水島はフィンランドの民俗楽器・カンテレについても以前から知っており、最初の段階から劇中に取り入れることを考えている。
また劇場版から登場したクラーラについて、漫画家でキャラクター原案を担当した野上武志は、容姿はキャラクターデザイン担当の杉本功がジェーニャの写真からデザインしたが、彼女への出演依頼を行ったのは収録直前だったと語っている。

### キャスティング
主人公の西住みほ役に抜擢された声優の渕上舞も背水の陣で本作に臨んだ者の一人であり、オファーが来たのは引退を考えていた矢先のことであった。渕上は本作が初めての主人公役であり、「スタッフから主人公役のキャストが現場を仕切って場の空気を作るように、と言われた際は、そこまで社交的ではない自分が皆をまとめなくてはならないという責任感を感じてしまった」とダ・ヴィンチのインタビューで語っている。
また、渕上は『これが本当のアンツィオ戦です！』の収録について、「収録はテレビアニメ版以来で、みほというキャラクターになりきれるのかが心配だった。特に、『これが本当のアンツィオ戦です！』はプラウダ高校戦より前の話なので、キャラクター間の距離感をうまく表現できるのかが心配だった。しかし、収録が始まると、キャラクターになりきるのに必死で、テレビアニメ版収録時とあまり変わらなかった」と電撃オンラインのインタビューの中で振り返っており、「アフレコ前にいろいろ心配したせいか、一生懸命演じることができて、とてもよいものができたのではないかと思う」と語っている。テレビアニメ版で近藤妙子を演じ、『これが本当のアンツィオ戦です！』以降はアンチョビも演じる吉岡麻耶は、「『これが本当のアンツィオ戦です！』の収録にあたり、監督からの指示に応えられるように努力し、アフレコ時はアンツィオ高校のキャラクターを演じる他のキャストと一緒に収録を楽しめた」と、電撃オンラインのインタビューの中で振り返っている。
ノンナ役の上坂すみれは、ロシア語が堪能という自身の特技を活かし、エキストラへロシア語の発音指導も担当している。上坂は当初あんこうチームのオーディションを受けたものの合格せず、ロシア語が堪能な声優がいることを知ったスタッフのオファーを受けてノンナに起用された。上坂はさまざまなメディアに対し、ノンナは自分の分身のようだと語っている。

## スタッフ
- 設定考証・スーパーバイザー - 鈴木貴昭
- 監督 - 水島努
- シリーズ構成・脚本 - 吉田玲子
- キャラクターデザイン・総作画監督 - 杉本功
- キャラクター原案 - 島田フミカネ
- キャラクター原案協力 - 野上武志
- ミリタリー監修 - 吉川和篤 (OVA)
- ミリタリーワークス - 伊藤岳史
- プロップデザイン - 竹上貴雄、小倉典子、牧内ももこ、鈴木勘太
- 美術設定 - 比留間崇、長尾仁・吉本雅一 (OVA)
- 美術監督 - 大西穣、岩瀬栄治 (OVA)
- 色彩設計 - 原田幸子
- 撮影監督 - 大庭直之、関谷能弘 (OVA)
- 編集 - たぐまじゅん、吉武将人 (OVA)
- モデリング原案 - 原田敬至、ArKpilot (OVA)
- 3D監督 - 柳野啓一郎
- 3D制作 - グラフィニカ
- 音響監督 - 岩浪美和
- 音響効果 - 小山恭正
- 音楽 - 浜口史郎
- 音楽プロデューサー - 小池克実
- 音楽制作 - ランティス
- チーフプロデューサー - 湯川淳、伊藤善之、細川修、臼井久人、堂下律明、古神子広一 (TV) →石垣穀 (OVA)
- プロデューサー - 杉山潔、関根陽一、小岐須泰世、林洋平、石垣毅 (TV) →菅原慎一 (OVA)
- アニメーションプロデューサー - 丸山俊平
- アニメーション制作 - アクタス
- 製作 - バンダイビジュアル、ランティス、博報堂DYメディアパートナーズ、ショウゲート、ムービック、キュー・テック

## 音楽

### 主題歌
「DreamRiser」
ChouChoによるテレビシリーズとOVAのオープニングテーマ。作詞はこだまさおり、作曲はrino、編曲はh-wonder。
「Enter Enter MISSION!」
あんこうチームによるテレビシリーズとOVAのエンディングテーマ。作詞は畑亜貴、作曲は矢吹香那、佐々木裕、編曲は佐々木裕。

### 挿入歌
「あんこう音頭」
作詞は吉田玲子、作曲は水島努、編曲は藤井丈司、歌は佐咲紗花。第4話、第5.5話で使用。第9話ではみほ役の渕上舞がアカペラで歌唱した。
「カチューシャ Sung by カチューシャ&ノンナ」
第8話で使用。作詞はミハイル・イサコフスキー、作曲はマトヴェイ・ブランテル、編曲は浜口史郎。歌はカチューシャ（金元寿子）、ノンナ（上坂すみれ）。海外版の放送分では該当シーンはカットされている。
「ジョニーが凱旋するとき」
作詞・作曲はパトリック・ギルモア。第2話では秋山優花里（中上育実）が鼻歌を歌った。劇場版ではBGMとして使用（「BGM」の節を参照）。
「コサックの子守唄」
作詞・作曲はM・レールモントフ。
第9話でノンナ（上坂すみれ）がアカペラで歌唱した。ノンナ役・上坂すみれのアドリブ。
「雪の進軍」
第9話、OVA第5話で使用。作詞・作曲は永井建子。プラウダ戦の最中、エルヴィン（森谷里美）と秋山優花里（中上育実）が徒歩で偵察を行いながらアカペラで歌唱した。
「知波単のラバさん」
作詞は水島努、作曲は石田一松、編曲は浜口史郎。酋長の娘の替え歌で、最終章第2話で知波単学園の福田が初めての夜戦で怯え勇気付けようと知波単学園のメンバー全員で歌う。
※鼻歌とアカペラは台詞扱いのため、挿入歌としてエンディングにクレジットされていない。

### BGM
他校の登場シーンなどでは、モチーフとなった各国の民謡や軍歌などを編曲した楽曲が使用されている。
- 聖グロリアーナ女学院 - 「ブリティッシュ・グレナディアーズ」（第3・第4・第5.5話、劇場版）
- サンダース大学付属高校 - 「リパブリック讃歌」（第4・第5話、劇場版）、「アメリカ野砲隊マーチ[注釈 16] 」（第6・第10.5話、劇場版）
- プラウダ高校 - 「くるみ割り人形（行進曲、金平糖の精の踊り）」（第8話）、「ポーリュシカ・ポーレ」（第9話）、「カチューシャ」（第9話、劇場版）
- 黒森峰女学園 - 「エーリカ」（第10・第10.5話、劇場版）、「パンツァー・リート」（第11話、劇場版）

楽曲の題名はオリジナルサウンドトラック (OST) 収録のもの。「くるみ割り人形（行進曲、金平糖の精の踊り）」のみ未収録。
- アンツィオ高校 - 「フニクリ・フニクラ」（OVA、劇場版）、「Le Fiamme Nere」 (OVA)

CMでは、アンチョビが「フニクリ・フニクラ」に乗せて歌う替え歌が存在する。
- 知波単学園 - 「雪の進軍」（劇場版）

吶喊（突貫）のシーンなどに使用された。
- 継続高校 - 「サッキヤルヴェン・ポルッカ」（劇場版）
- 大学選抜チーム - 「ジョニーが凱旋するとき」（劇場版）

そのほかにも、第2話では「ラデツキー行進曲」が、劇場版では「埴生の宿」が劇中曲として使われている。

### イメージソング
「それゆけ！ 乙女の戦車道!!」
作詞は水島努、作曲・編曲は伊藤真澄、歌はあんこうチーム。
PVやサウンドドラマで使用されている。
歌詞は6番まであり、歌う順番は沙織（茅野）→華（尾崎）→優花里（中上）→＜間奏＞→麻子（井口）→みほ（渕上）→5人全員。シングル「Enter Enter MISSION!」にカップリング曲として収録されている。
また、サウンドトラックには関連楽曲の「乙女のたしなみ戦車道マーチ！」、「健闘を讃え合います！」、「それゆけ！ 乙女の戦車道!! (Wind Orchestra ver.) 」が収録されている。
「Still a long way to go」
作詞は松井洋平、作曲はChouCho、編曲は村山☆潤、歌はChouCho × 佐咲紗花。
『ガールズ&パンツァー TV&OVA 5.1ch Blu-ray Disc BOX』のテーマソング。

## 各話リスト
| 話数     | サブタイトル                   | 脚本     | 絵コンテ          | 演出              | 作画監督                             | エンディングキャラクター         | エンドカード   |
| -------- | ------------------------------ | -------- | ----------------- | ----------------- | ------------------------------------ | -------------------------------- | -------------- |
| 第1話    | 戦車道、始めます！             | 吉田玲子 | 水島努            | 水島努            | 杉本功                               | オープニングムービー             | 野上武志       |
| 第2話    | 戦車、乗ります！               | 吉田玲子 | 畑博之            | 畑博之            | 山口飛鳥 須藤晋（メカ）              | あんこうチーム                   | 才谷屋龍一     |
| 第3話    | 試合、やります！               | 吉田玲子 | 小林敦            | 小林敦            | 伊藤岳史                             | カメさんチーム                   | 槌居           |
| 第4話    | 隊長、がんばります！           | 吉田玲子 | 水島努            | 柴田彰久          | 伊藤岳史                             | アヒルさんチーム                 | 天神英貴       |
| 第5話    | 強豪・シャーマン軍団です！     | 吉田玲子 | 山本靖貴          | 山本靖貴          | 高橋敦子 竹上貴雄（メカ）            | カバさんチーム                   | モリナガ・ヨウ |
| 第5.5話  | 紹介します！                   | -        | -                 | 糟谷富美夫        | -                                    | 第2話 - 第5話分のマルチ画面      | -              |
| 第6話    | 一回戦、白熱してます！         | 吉田玲子 | 小林敦            | 小林敦            | 山口飛鳥 須藤晋（メカ）              | ウサギさんチーム（試合用制服）   | 弐尉マルコ     |
| 第7話    | 次はアンツィオです！           | 吉田玲子 | 畑博之            | 畑博之            | 大高雄太 岩岡優子 須藤晋（メカ）     | あんこうチーム（試合用制服）     | 吉川和篤       |
| 第8話    | プラウダ戦です！               | 吉田玲子 | 内藤明吾 山内則康 | 政木伸一          | 五十内裕輔 渡辺奈月 須藤晋（メカ）   | カモさんチーム（試合用制服）     | 上田信         |
| 第9話    | 絶体絶命です！                 | 吉田玲子 | 水島努            | 柴田彰久 橋口洋介 | 竹上貴雄 KIM YONG-SIK KIM SHIN-YOUNG | アリクイさんチーム（試合用制服） | 岡部いさく     |
| 第10話   | クラスメイトです！             | 吉田玲子 | 山本靖貴          | 池端隆史          | 伊藤岳史 大高雄太                    | レオポンさんチーム（試合用制服） | 池上遼一       |
| 第10.5話 | 紹介します 2！                 | -        | -                 | 糟谷富美夫        | -                                    | 第2話 - 第10話分をローテーション | -              |
| 第11話   | 激戦です！                     | 吉田玲子 | 小林敦            | 小林敦            | 山口飛鳥 須藤晋（メカ）              | あんこうチーム（試合用制服）     | 小林源文       |
| 第12話   | あとには退けない戦いです！     | 吉田玲子 | 水島努            | 水島努            | 杉本功                               | 大洗女子学園戦車道チーム         |                |
| OVA      | これが本当のアンツィオ戦です！ | 鈴木貴昭 | カトキハジメ      | 工藤寛顕          | 杉本功                               | アンツィオ高校                   | -              |

## 放送局

### 本放送
| 放送期間                      | 放送時間                     | 放送局     | 対象地域 | 備考                          |
| ----------------------------- | ---------------------------- | ---------- | -------- | ----------------------------- |
| 2012年10月9日 - 12月25日      | 火曜 1:00 - 1:30（月曜深夜） | TOKYO MX   | 東京都   |                               |
| 2012年10月11日 - 12月27日     | 木曜 2:35 - 3:05（水曜深夜） | テレビ大阪 | 大阪府   |                               |
|                               |                              | テレビ愛知 | 愛知県   |                               |
| 2012年10月13日 - 12月29日     | 土曜 23:00 - 23:30           | BS11       | 日本全域 | BSデジタル放送 / 『ANIME+』枠 |
| 2012年10月17日 - 2013年1月2日 | 水曜 21:00 - 21:30           | AT-X       | 日本全域 | CS放送 / リピート放送あり     |

| 配信期間                       | 配信時間                     | 配信サイト         | 備考                                                                    |
| ------------------------------ | ---------------------------- | ------------------ | ----------------------------------------------------------------------- |
| 2012年10月11日 - 12月27日      | 木曜 12:00 更新              | バンダイチャンネル | 有料会員限定 / 第1話のみ無料、第2話以降は視聴期限あり                   |
| 2012年10月16日 - 2013年1月1日  | 火曜 0:00 - 0:30（月曜深夜） | みんなでストリーム | バンダイチャンネル ライブ配信                                           |
|                                |                              | いばキラTV         |                                                                         |
| 2012年10月25日 - 2013年1月10日 | 木曜 12:00 更新              | バンダイチャンネル | 無料 / 最新話公開より1週間限定 第1話、第5.5話、第10.5話のみ視聴期限なし |
|                                |                              | GYAO!              | 無料、最新話公開より1週間限定 第1話のみ2013年1月10日まで                |

| 放送期間               | 放送時間                     | 放送局     | 対象地域 | 備考                                      |
| ---------------------- | ---------------------------- | ---------- | -------- | ----------------------------------------- |
| 2013年3月18日・3月25日 | 月曜 22:00 - 22:30           | TOKYO MX   | 東京都   |                                           |
| 2013年3月22日・3月29日 | 金曜 2:05 - 2:35（木曜深夜） | テレビ愛知 | 愛知県   |                                           |
| 2013年3月28日          | 木曜 2:55 - 3:55（水曜深夜） | テレビ大阪 | 大阪府   | 2話連続放送                               |
| 2013年3月30日          | 土曜 3:00 - 4:00（金曜深夜） | BS11       | 日本全域 | BSデジタル放送 / 2話連続放送 『ANIME+』枠 |
|                        | 土曜 17:00 - 18:00           | AT-X       | 日本全域 | CS放送 / 2話連続放送 / リピート放送あり   |

| 配信期間      | 配信時間                     | 配信サイト         | 備考                                            |
| ------------- | ---------------------------- | ------------------ | ----------------------------------------------- |
| 2013年3月29日 | 金曜 10:00 更新              | バンダイチャンネル | 有料会員限定 / 公開より1週間限定無料            |
| 2013年4月2日  | 火曜 0:00 - 1:00（月曜深夜） | みんなでストリーム | バンダイチャンネル ライブ配信 / 2話連続無料配信 |
|               |                              | いばキラTV         | 2話連続ライブ配信                               |
| 2013年4月5日  | 金曜 10:00 更新              | バンダイチャンネル | 公開より1週間限定無料                           |

| 放送期間       | 放送時間                     | 放送局   | 対象地域 | 備考                      |
| -------------- | ---------------------------- | -------- | -------- | ------------------------- |
| 2015年1月4日   | 日曜 21:00 - 21:40           | AT-X     | 日本全域 | CS放送 / リピート放送あり |
| 2015年12月31日 | 木曜 2:30 - 3:30（水曜深夜） | BS11     | 日本全域 | BS放送 / 『ANIME+』       |
| 2016年1月3日   | 日曜 23:30 - 24:30           | TOKYO MX | 東京都   |                           |

### 追加放送局
再放送にあたる放送局は除外している。
| 放送期間                 | 放送時間                     | 放送局       | 対象地域   | 備考                                    |
| ------------------------ | ---------------------------- | ------------ | ---------- | --------------------------------------- |
| 2015年1月15日 - 4月2日   | 木曜 2:44 - 3:14（水曜深夜） | 朝日放送     | 近畿広域圏 | 『水曜アニメ〈水もん〉』第2部           |
| 2015年4月2日 - 6月18日   | 木曜 23:30 - 24:00           | とちぎテレビ | 栃木県     | [ 47 ] [ 注釈 28 ] [ 注釈 29 ]          |
| 2015年7月8日 - 9月23日   | 水曜 2:16 - 2:46（火曜深夜） | 静岡放送     | 静岡県     | [ 48 ]                                  |
| 2015年7月9日 - 9月24日   | 木曜 2:05 - 2:35（水曜深夜） | TVQ九州放送  | 福岡県     | [ 48 ]                                  |
| 2015年7月13日 - 9月28日  | 月曜 1:35 - 2:05（日曜深夜） | テレビ東京   | 関東広域圏 | [ 48 ] [ 注釈 30 ]                      |
| 2015年7月15日 - 9月30日  | 水曜 2:05 - 2:35（火曜深夜） | テレビ北海道 | 北海道     | [ 48 ]                                  |
| 2015年10月7日 - 12月31日 | 木曜 0:30 - 1:00（水曜深夜） | サンテレビ   | 兵庫県     |                                         |
| 2019年10月2日 - 12月18日 | 水曜 1:30 - 2:00（火曜深夜） | BS日テレ     | 日本全域   | BSデジタル放送 / 『アニメにむちゅ〜』枠 |

- 2013年10月から12月まで地上波（TOKYO MX）で、2014年1月より3月までBS11で全12話が再放送された（両局ともに映像ソフト版を放送）。さらに、2015年にテレビ東京とBS11（3回目）で、2017年10月よりBS11（4回目）で再放送されている。2015年7月以降に放送を開始した上記地上波5局およびBS11（再放送）での放送では、これまで付かなかったエンドカードが付く[49]。

### 特別番組
テレビ放送に追いつけ特番
2012年11月4日 18:00 - 20:40に、60分の担当声優トークと第1話から第4話が、みんなでストリームγ版で連続配信された。出演は、渕上舞（西住みほ 役）・茅野愛衣（武部沙織 役）・尾崎真実（五十鈴華 役）・中上育実（秋山優花里 役）・井口裕香（冷泉麻子 役）・廣岡祐次（バンダイビジュアル 宣伝プロデューサー）。
第5.5話
第5話の翌週は諸般の事情により総集編（西住みほ・秋山優花里による5話までの補足解説）となる第5.5話を放送。この作中において、西住みほが生徒会チームを紹介する際「フラッグ車を務めるカバさんチーム、メンバーは生徒会三役の皆さん」との誤発言がおきている。なお、第5.5話はBD/DVD第3巻に映像特典として収録されている（レンタル版には未収録）。
第10.5話
第10話翌週のレギュラー放送枠最終日には総集編第2弾（西住みほ・秋山優花里による第10話までの補足解説）となる第10.5話を放送。なお、同話はBD/DVD第5巻に映像特典として収録されている（レンタル版には未収録）。
この2本の総集編はバンダイチャンネルでも無料配信されている。
ガールズ&パンツァー劇場版 大ヒット!記念特番
BS11で2015年12月31日 2:30 - 3:30（12月30日 26:30 - 27:30）に、TOKYO MXで2016年1月3日 23:30 - 24:30にOVA『これが本当のアンツィオ戦です！』と劇場版の序盤にある大洗市街戦の一部を放送。
その他
いばキラTVの特設ページ（後段の外部リンク）では、公式サイト等では配信されていない地元でのイベントなどの特別動画を配信している。

## 続編アニメ

### ガールズ&パンツァー 劇場版
完全新作映画『ガールズ&パンツァー 劇場版』（ガールズ アンド パンツァー げきじょうばん）が2015年11月21日に公開された。上映時間は119分。
テレビアニメ最終話の続きとなる、全国大会の後日談を描いている。

### ガールズ&パンツァー 最終章
『ガールズ&パンツァー 最終章』は全6話構成のOVAである。
劇場アニメから数ヶ月後の冬が舞台となる直接の続編。また、現時点においては完結編になっている。
第1話は2017年12月9日より上映された。また2018年4月7日よりDOLBY ATMOS版およびDTS:X版の上映が発表された。ATMOS版は邦画アニメ作品としては『BLAME!』に次ぐ2例目であり、DTS:X版は実写を含む邦画作品初採用となる。興行収入は6億300万円。またブルーレイ＆DVDが2018年3月23日に発売された。
第2話は2019年6月15日公開。第1話から約1年半の間を置いての公開となった。興行収入は5億5300万円。ブルーレイ＆DVDは2020年2月27日発売。
また、2019年10月11日より、第1話と第2話をつなげてMX4D・4DX化した『ガールズ&パンツァー 最終章 4D ～第1話＋第2話～』が公開された。興行収入は1億6800万円。
第3話は2020年9月に2021年春に上映することが発表され、2021年1月20日に3月26日公開であることが発表された。興行収入は6億円。ブルーレイ&DVDは2021年12月24日発売。
第4話は2022年11月に2023年に上映されることが発表され、2023年4月に10月6日公開であることが発表された。興行収入は1億4000万円。ブルーレイ&DVDは2024年3月27日発売。

#### スタッフ (最終章)
- 監督 - 水島努
- 構成・脚本 - 吉田玲子
- キャラクター原案 - 島田フミカネ
- キャラクターデザイン・総作画監督 - 杉本功
- 考証・スーパーバイザー - 鈴木貴昭
- キャラクター原案協力 - 野上武志
- ミリタリーワークス - 伊藤岳史
- プロップデザイン - 竹上貴雄、小倉典子、牧内ももこ、鈴木勘太
- 美術設定 - 本田敏恵、吉本雅一
- 美術監督 - 平柳悟
- 色彩設計 - 原田幸子
- 撮影監督 - 関谷能弘、朴孝圭
- 編集 - 吉武将人
- 3DCGI監督 - 柳野啓一郎
- モデリング原案 - 原田敬至、Arkpilot
- 3DCGI - グラフィニカ、STUDIOカチューシャ（2話～）
- 音響監督 - 岩浪美和
- 音響効果 - 小山恭正
- 録音調整 - 山口貴之
- 音楽 - 浜口史郎
- アニメーション制作 - アクタス
- 製作 - バンダイビジュアル、博報堂DYミュージック&ピクチャーズ、ランティス、ムービック、キュー・テック
- 配給 - ショウゲート

#### 主題歌 (最終章)
「Grand symphony」
佐咲紗花の作詞・歌による第1話から第3話までのオープニングテーマ。作曲・編曲は本多友紀。
「Never Say Goodbye」
ChouChoによる第4話から第6話までのオープニングテーマ。
「Enter Enter MISSION! 最終章 ver.」
あんこうチームによるエンディングテーマ。作詞は畑亜貴、作曲は矢吹香那、佐々木裕、編曲はサワグチカズヒコ。
挿入歌
「大洗の海賊のうた」
第1話で使用。作詞は吉田玲子、作曲は水島努、編曲は浜口史郎、歌はフリント（米澤円）。
「La Chanson de l'oignon」
作詞・作曲は作者不詳、編曲は浜口史郎。最終章第1話のラストよりBC自由学園による合唱。なおクレジットには誰が歌ったのかは記載無し。第2話では大洗の包囲網を抜ける際に歌う、撃破され少しずつ声が小さくなり最終的にマリーのソロとなる。
「おいらボコだぜ！」
第2話で使用。作詞は吉田玲子、作曲は水島努、編曲は澤口和彦、歌はボコ（藤村歩）。
「知波単のラバさん」
第2話で使用。作詞は水島努、作曲は石田一松、編曲は浜口史郎。
イメージソング
「Long and Shining Road」
あんこうチームによるイメージソング。作詞は松井洋平、作曲・編曲は山本恭平。

#### 各話リスト (最終章)
| 話数  | 絵コンテ        | 演出            | 作画監督        | メカ作画監督 | エフェクト 作画監督 | エンディング キャラクター | 劇場公開日    | ブルーレイ＆DVD発売日 |
| ----- | --------------- | --------------- | --------------- | ------------ | ------------------- | ------------------------- | ------------- | --------------------- |
| 第1話 | 水島努          | 水島努          | 杉本功 伊藤岳史 | 伊藤岳史     | 阿部宗孝            | サメさんチーム            | 2017年12月9日 | 2018年3月23日         |
| 第2話 | 水島努          | 水島努          | 杉本功 加藤弘将 | 伊藤岳史     | 阿部宗孝            | BC自由学園                | 2019年6月15日 | 2020年2月27日         |
| 第3話 | 水島努 藤井辰己 | 水島努 臼井貴彦 | 杉本功 加藤弘将 | 伊藤岳史     | 阿部宗孝            | 知波単学園                | 2021年3月26日 | 2021年12月24日        |
| 第4話 | 水島努          | 水島努          | 杉本功          | 伊藤岳史     | 阿部宗孝            | 継続高校                  | 2023年10月6日 | 2024年3月27日         |

#### テレビ放送 (最終章)
| 回 | 放送日       | 放送時間          | 放送局       | 放送枠   | 備考                            |
| -- | ------------ | ----------------- | ------------ | -------- | ------------------------------- |
| 1  | 2024年5月4日 | 土曜19:00 - 20:50 | とちぎテレビ | （なし） | 地上波初放送 第1話・第2話を放送 |

## スピンオフアニメ
同名のスピンオフ漫画を原作としたアニメ『ガールズ&パンツァー もっとらぶらぶ作戦です！』が全4幕で劇場公開予定。
上映年月日
・第1幕：2025年12月26日（金）
・第2幕：2026年1月30日（金）
・第3幕：2026年3月6日（金）
・第4幕：2026年4月10日（金）

### スタッフ（スピンオフアニメ）
- 原作 - 「ガールズ&パンツァー」シリーズ[69]
- コミックス - 弐尉マルコ[69]
- 監督 - 下田正美[69]
- 副監督（シリーズディレクター） - 臼井貴彦[69]
- シリーズ構成・脚本 - 木村暢[69]
- キャラクター原案 - 島田フミカネ[69]、杉本功[69]
- キャラクター原案協力 - 野上武志[69]
- キャラクターデザイン - 杉本功[69]
- 総作画監督 - 川面恒介[69]、秋山有希[69]、水野紗世[69]
- 音楽 - 浜口史郎[69]
- 音響監督 - 山口貴之[69]
- 音響効果 - 小山恭正[69]
- 制作 - P.A.WORKS×アクタス[69]
- 配給 - ショウゲート[69]

## ラジオ

### ガールズ&パンツァー ラジオ道
2012年9月21日から12月29日まで超!A&G+にて放送された。全13回。毎週土曜日放送。また、2012年10月20日から2013年1月5日までランティスウェブラジオにて配信された。第1回の配信前には超!A&G+スペシャルの単発枠で第0回が放送された。パーソナリティは、渕上舞（西住みほ 役）と井口裕香（冷泉麻子 役）。
ゲスト
- 第3回：ChouCho
- 第5回：尾崎真実（五十鈴華 役）
- 第7回：中上育実（秋山優花里 役）
- 第12回：福圓美里（角谷杏 役）

コーナー
- ラジ乙女のたしなみ
- 鳴らせ！ファンファーレ！
- &大喜利
- 今週のラッキー戦車

### ガールズ&パンツァーRADIO あんこうチーム、進撃中！
2016年7月30日に音泉にて配信。同年8月28日開催のイベント『ガールズ&パンツァー 第2次ハートフル・タンク・カーニバル』を盛り上げるためにSP回として配信された。パーソナリティは、渕上舞、茅野愛衣（武部沙織 役）、尾崎真実、中上育実、井口裕香。

### ガールズ&パンツァーRADIO プラウダ高校、“Огонь”！
2016年11月11日に音泉にて配信。同年11月13日開催のイベント『第20回 大洗あんこう祭』を盛り上げるためにSP回として配信された。タイトル名にあるロシア語「Огонь（アゴーニ）」は「撃て」を意味する。パーソナリティは、金元寿子（カチューシャ 役）、上坂すみれ（ノンナ 役）、ジェーニャ（クラーラ 役）。

### ガールズ&パンツァーRADIO カモさんチーム、生活指導中！
2017年3月17日に音泉にて配信。同年3月18日、19日開催のイベント『ガルパンミニミニホビーショー』、同年3月19日開催『大洗春祭り海楽フェスタ』を盛り上げるためにSP回として配信された。パーソナリティは、井澤詩織（園みどり子、後藤モヨ子、金春希美 役）。

### ガールズ&パンツァーRADIO アンツィオ高校、Avanti！
2018年3月16日に音泉にてSP配信。パーソナリティは、吉岡麻耶（アンチョビ 役）、早見沙織（カルパッチョ 役）、大地葉（ペパロニ 役）。

### ガールズ&パンツァーRADIO カメさんチーム、卒業準備中！
2018年11月16日に音泉にてSP配信。パーソナリティは、福圓美里（角谷杏 役）、高橋美佳子（小山柚子 役）、植田佳奈（河嶋桃 役）。

## 関連商品

### Blu-ray Disc / DVD
2012年12月21日より全6巻が順次発売されていた。リリース中は諸事情により第2巻以降の発売日が延期されたこともあった。
Blu-ray Disc版の本編音声はテレビ放送版とは異なり、戦車の音を表現するためにサブウーファー要素の0.1ch分を追加した、DTS-HDマスターオーディオ2.1chトラックで収録されている。本作ではそれを「センシャラウンド」と表現している。
2015年7月24日に、劇場版公開を記念した初回限定版と同じ内容・特典の特装限定版全6巻を発売。2018年2月23日に、テレビシリーズ+OVAを約120分にまとめキャラクターコメンタリーのような形式で解説を加えた『ガールズ＆パンツァー 第63回戦車道全国高校生大会 総集編』がリリース、2018年9月29日には全国ロードショー公開（興行収入1億400万円）。2018年12月21日には、効果音を新規に手直しし、リボーン センシャラウンド　5.1chと呼ばれる音響を劇場版とほぼ同等の5.1chサラウンド化したTV&OVA1パッケージ Blu-rayBOXがリリース。
| 巻数                              | 発売日         | 収録話                            | オーディオコメンタリー出演                            | オーディオコメンタリー出演                                                        | オーディオコメンタリー出演                                                        | 規格品番  | 規格品番  |
| 巻数                              | 発売日         | 収録話                            | キャスト                                              | スタッフ                                                                          | スタッフ                                                                          | BD        | DVD       |
| --------------------------------- | -------------- | --------------------------------- | ----------------------------------------------------- | --------------------------------------------------------------------------------- | --------------------------------------------------------------------------------- | --------- | --------- |
| 1                                 | 2012年12月21日 | 第1・第2話                        | 渕上舞、茅野愛衣、尾崎真実                            | 鈴木貴昭 岡部いさく 杉山潔                                                        | -                                                                                 | BCXA-0612 | BCBA-4430 |
| 2                                 | 2013年2月22日  | 第3・第4話                        | 渕上舞、尾崎真実、中上育実 井口裕香                   | 鈴木貴昭 岡部いさく 杉山潔                                                        | 島田フミカネ                                                                      | BCXA-0613 | BCBA-4431 |
| 3                                 | 2013年3月22日  | 第5・第6話                        | 渕上舞、中上育実、川澄綾子                            | 鈴木貴昭 岡部いさく 杉山潔                                                        | 野上武志                                                                          | BCXA-0614 | BCBA-4432 |
| 4                                 | 2013年4月24日  | 第7・第8話                        | 渕上舞、井口裕香、井澤詩織 金元寿子                   | 鈴木貴昭 岡部いさく 杉山潔                                                        | 上坂すみれ                                                                        | BCXA-0615 | BCBA-4433 |
| 5                                 | 2013年5月28日  | 第9・第10話                       | 渕上舞、福圓美里、高橋美佳子 植田佳奈                 | 鈴木貴昭 岡部いさく 杉山潔                                                        | 中村桜                                                                            | BCXA-0616 | BCBA-4434 |
| 6                                 | 2013年6月21日  | 第11・第12話                      | 渕上舞、茅野愛衣、尾崎真実 中上育実、井口裕香         | 鈴木貴昭 岡部いさく 杉山潔                                                        | 岩浪美和 柳野啓一郎                                                               | BCXA-0617 | BCBA-4435 |
| ファン ディスク                   | 2013年9月25日  | ハートフル・タンク・ディスク      | -                                                     | 鈴木貴昭 岡部いさく 杉山潔                                                        | 高久裕輝                                                                          | BCXE-0779 | BCBE-4550 |
| OVA                               | 2014年7月25日  | これが本当のアンツィオ戦です!     | 渕上舞、吉岡麻耶、早見沙織 大地葉                     | 水島努、丸山俊平、湯川淳                                                          | 水島努、丸山俊平、湯川淳                                                          | BCXA-0886 | BCBA-4626 |
| OVA                               | 2014年7月25日  | これが本当のアンツィオ戦です!     | 渕上舞、吉岡麻耶、早見沙織 大地葉                     | 鈴木貴昭、岡部いさく 吉川和篤、杉山潔                                             |                                                                                   | BCXA-0886 | BCBA-4626 |
| ファン ディスク                   | 2017年2月24日  | 第2次ハートフル・タンク・ディスク | -                                                     | DISC1：鈴木貴昭、岡部いさく 杉山潔、田村尚也、吉川和篤                            | DISC1：鈴木貴昭、岡部いさく 杉山潔、田村尚也、吉川和篤                            | BCXE-1194 | BCBE-4808 |
| ファン ディスク                   | 2017年2月24日  | 第2次ハートフル・タンク・ディスク | -                                                     | DISC2：鈴木貴昭、岡部いさく 杉山潔、斎木伸生、丹羽和夫                            |                                                                                   | BCXE-1194 | BCBE-4808 |
| 第63回戦車道全国高校生大会 総集編 |                |                                   |                                                       |                                                                                   |                                                                                   |           |           |
| 総集編                            | 2018年2月23日  | 第63回戦車道全国高校生大会 総集編 | あんこうチーム5名                                     | 音響チーム：岩浪美和、山口貴之 小山恭正、杉山潔                                   | 音響チーム：岩浪美和、山口貴之 小山恭正、杉山潔                                   | BCXE-1320 | BCBA-4874 |
| 総集編                            | 2018年2月23日  | 第63回戦車道全国高校生大会 総集編 | あんこうチーム5名                                     | ミリタリー（BDのみ）：鈴木貴昭、岡部いさく、田村尚也 斎木伸生、吉川和篤、杉山潔   |                                                                                   | BCXE-1320 | BCBA-4874 |
| 最終章                            |                |                                   |                                                       |                                                                                   |                                                                                   |           |           |
| 第1話                             | 2018年3月23日  | 最終章 第1話                      | 渕上舞、佐倉綾音、米澤円 高森奈津美、大地葉、七瀬亜深 | 鈴木貴昭、岡部いさく、田村尚也 齋木伸生、吉川和篤、杉山潔                         | 鈴木貴昭、岡部いさく、田村尚也 齋木伸生、吉川和篤、杉山潔                         | BCXA-1254 | BCBA-4842 |
| 第2話                             | 2020年2月27日  | 最終章 第2話                      | 渕上舞、原由実、津田美波 安済知佳                     | ミリタリー（BDのみ）： 鈴木貴昭、岡部いさく、田村尚也 吉川和篤、齋木伸生、杉山 潔 | ミリタリー（BDのみ）： 鈴木貴昭、岡部いさく、田村尚也 吉川和篤、齋木伸生、杉山 潔 | BCXA-1255 | BCBA-4843 |

#### 映像特典
OVA
各巻に収録される新作の短編エピソード（レンタル版には未収録）。
| 巻数             | サブタイトル             | 脚本         | 絵コンテ | 演出     | 作画監督 | エンディングキャラクター |
| ---------------- | ------------------------ | ------------ | -------- | -------- | -------- | --- |
| 1                | ウォーター・ウォー！     | 鈴木貴昭     | 中野英明 | 中野英明 | 中屋了   | あんこうチーム |
| 2                | サバイバル・ウォー！     | 鈴木貴昭     | 中野英明 | 中野英明 | 川島尚   | あんこうチーム カメさんチーム アヒルさんチーム |
| 3                | スクールシップ・ウォー！ | 鈴木貴昭     | 町谷俊輔 | 町谷俊輔 | 伊藤岳史 | カバさんチーム ウサギさんチーム |
| 4                | アンコウ・ウォー！       | （台詞なし） | 水島努   | 水島努   | 山口飛鳥 | （映像なし） |
| 5                | スノー・ウォー！         | 鈴木貴昭     | 佐野隆史 | 平牧大輔 | 伊藤岳史 | アリクイさんチーム レオポンさんチーム |
| 6                | エンカイ・ウォー！       | 吉田玲子     | 中野英明 | 中野英明 | 山口飛鳥 | あんこうチーム[注釈 42] カメさんチーム[注釈 43] アヒルさんチーム カバさんチーム ウサギさんチーム カモさんチーム アリクイさんチーム レオポンさんチーム |
| 劇場版 映像特典  | 愛里寿・ウォー！         | 吉田玲子     | 小林敦   | 藤井辰己 | 杉本功   | 島田愛里寿 ヴォイテク[注釈 44] |
| 最終章2 映像特典 | タイヤキ・ウォー！       |              |          |          |          | |
| 最終章3 映像特典 | ダイコン・ウォー！       |              |          |          |          | |
| 最終章4 映像特典 | タイチョウ・ウォー！     |              |          |          |          | |
不肖・秋山優花里の戦車講座
秋山優花里をナビゲーターとして、実写と本編映像で作中に登場する戦車を解説する。「イベント出張編」は2013年4月28日に開催されたイベント『ハートフル・タンク・カーニバル』で上映されたもの。
| 話数                                          | 紹介車輌 |
| --------------------------------------------- | --- |
| 第一回                                        | IV号戦車D型 試作10式戦車 |
| 第二回                                        | 八九式中戦車甲型 チャーチル歩兵戦車Mk.VI |
| 第三回                                        | M3中戦車リー M4シャーマン シャーマン・ファイアフライ (VC)                                                                                                |
| 第四回                                        | T-34/76 中戦車 T-34/85 中戦車 KV-2 重戦車 IS-2 重戦車 B1bis 重戦車                                                                                       |
| 第五回                                        | 三式中戦車（チヌ） 軽駆逐戦車 ヘッツァー IV号駆逐戦車 70 (V) ラング V号駆逐戦車 ヤークトパンター 重駆逐戦車 エレファント VI号駆逐戦車 ヤークトティーガー |
| 第六回                                        | III号戦車J型 V号戦車G型 パンター IV号戦車H型 VI号戦車 ティーガーI ポルシェ・ティーガー VI号戦車B型 ティーガーII 超重戦車 マウス                          |
| M4シャーマン in ガールズ＆パンツァー[注釈 45] | |
| イベント出張編[注釈 46]                       | 富士総合火力演習で見られる陸上自衛隊の装備を紹介 |
| 番外編[注釈 46]                               | 決勝戦での両チームの戦術を戦局ごとに解説 |
| イタリア戦車編[注釈 47]                       | CV33 快速戦車 M41セモヴェンテ P40 重戦車 |
| 大学選抜チームの戦車たち[注釈 48]             | M24 チャーフィー軽戦車 M26 パーシング カール自走臼砲 T-28 重戦車 A41 センチュリオン                                                                      |
| 日本戦車とクリスティの子供たち[注釈 48]       | 九五式 軽戦車 九七式 中戦車(旧砲塔) 秘匿名 チハ 九七式 中戦車(新砲塔) 秘匿名 チハ BT-42突撃砲 クルセイダーMk.III 巡航戦車                                |
| 盾と矛編[注釈 49]                             | 榴弾 徹甲弾 APDS APFSDS 成型炸薬弾 傾斜装甲 増加装甲 中空装甲 複合装甲 通称 チョバム・アーマー                                                           |
| 照準編[注釈 50]                               | 直接照準 照準望遠鏡 シュトリヒ へそ照準法 見越し射撃 |
| EXTRA[注釈 51]                                | 対戦相手紹介 |
| 戦車の誕生編[注釈 52]                         | ホルト社 75馬力トラクター リトル・ウィリー 菱型戦車 Mk.I 菱型戦車 Mk.IV ホイペット シュナイダーCA-1 サン・シャモン A7V ルノーFT 八九式中戦車             |
- 一番くじオリジナルCD『不肖・秋山優花里の戦車講座〜番外編〜』 - 一番くじ ガールズ＆パンツァー 〜くじ始めます!〜収録

ピクチャードラマ
イベントの朗読劇をピクチャードラマ化。
- 『ハートフル タンク ディスク』より
  - 料理です！
  - ダージリン様の格言集（その2）
  - 肝試しです！
  - 戦車トークです！
- 『ハートフル タンク ディスク2』より
  - 選挙活動します！

### CD
| 発売日         | タイトル                                                                                               | 規格品番             | 備考                       |
| -------------- | --- | -------------------- | -------------------------- |
| 2012年10月24日 | DreamRiser（初回限定版/通常版）                                                                        | LACM-34011/14011     | テレビ版オープニングテーマ |
| 2012年11月7日  | Enter Enter MISSION!                                                                                   | LACM-14019           | テレビ版エンディングテーマ |
| 2012年11月21日 | キャラクターソング vol.1 西住みほ                                                                      | LACM-14031           | キャラクターソング         |
| 2012年11月21日 | キャラクターソング vol.2 武部沙織                                                                      | LACM-14032           | キャラクターソング         |
| 2012年12月5日  | キャラクターソング vol.3 五十鈴華                                                                      | LACM-14033           | キャラクターソング         |
| 2012年12月5日  | キャラクターソング vol.4 秋山優花里                                                                    | LACM-14034           | キャラクターソング         |
| 2012年12月5日  | キャラクターソング vol.5 冷泉麻子                                                                      | LACM-14035           | キャラクターソング         |
| 2012年12月26日 | ガールズ&パンツァー オリジナル・サウンド・トラック                                                     | LACA-9256/9257       | オリジナルサウンドトラック |
| 2013年5月29日  | ガールズ&パンツァー ドラマCD 今度はドラマCDです！                                                      | LACA-15301           | ドラマCD                   |
| 2013年8月7日   | ガールズ&パンツァー ファンディスクCD ディープパンツァーCDです！                                        | LACA-15326           |                            |
| 2013年9月20日  | あんこう音頭 大洗盆踊りver.                                                                            | LZM-2007/2008        |                            |
| 2014年6月25日  | ガールズ&パンツァー ドラマCD2 もうすぐアンツィオ戦です！                                               | LACA-15415           | ドラマCD                   |
| 2014年8月6日   | ガールズ&パンツァー ドラマCD3 あんこうチーム訪問します！                                               | LACA-15427           | ドラマCD                   |
| 2015年4月29日  | 「ガールズ＆パンツァーRADIO ウサギさんチーム、訓練中！」CDミニミニセット                               | LACA-15427           | DJCD                       |
| 2015年9月30日  | ラジオCD「ガールズ&パンツァーRADIO ウサギさんチーム、訓練中！」Vol.1                                   | TBZR-0429/0430       | DJCD 第1回 - 第11回        |
| 2015年10月28日 | ガールズ&パンツァー ドラマCD4 月刊戦車道CD 戦車女子特集します！                                        | LACA-15519           | ドラマCD                   |
| 2015年11月18日 | 「ガールズ&パンツァー 劇場版」オリジナルサウンドトラック                                               | LACA-9430/9431       | オリジナルサウンドトラック |
| 2015年11月25日 | 「ガールズ&パンツァー 劇場版」主題歌 piece of youth                                                    | LACM-14421           | 劇場版主題歌               |
| 2015年12月2日  | 「ガールズ&パンツァー」タンソン ミニアルバム                                                           | LACA-15529           | タンクソング               |
| 2016年1月27日  | ラジオCD「ガールズ&パンツァーRADIO ウサギさんチーム、訓練中！」Vol.2                                   | TBZR-568             | DJCD 第12回 - 第24回       |
| 2016年2月10日  | 『ガールズ&パンツァー オーケストラ・コンサート〜Herbst Musikfest 2015〜CD』                            | LACA-9436/9437       |                            |
| 2016年3月16日  | 遊技機『ガールズ&パンツァー』ボーカルミニアルバム「音楽道、はじめました！」                            | LACA-15541           | キャラクターソング         |
| 2016年3月30日  | ラジオCD「ガールズ&パンツァーRADIO ウサギさんチーム、訓練中！」Vol.3                                   | TBZR-605             | DJCD 第25回 - 第37回       |
| 2016年5月11日  | ガールズ&パンツァー ドラマCD5 新しい友達ができました！                                                 | LACA-15548           | ドラマCD                   |
| 2016年7月27日  | ラジオCD「ガールズ&パンツァーRADIO ウサギさんチーム、訓練中！」Vol.4                                   | TBZR-648             | DJCD 第38回 - 第50回       |
| 2016年8月12日  | 「ガールズ&パンツァーRADIO あんこうチーム、進撃中！」DJCD&アクリルキーホルダーセット                   | GOODS-0194           | DJCD                       |
| 2016年11月15日 | 「ガールズ&パンツァーRADIO プラウダ高校、“Огонь”！」DJCD&アクリルキーホルダーセット                    | GOODS-0282           | DJCD                       |
| 2017年2月25日  | 「ガールズ&パンツァーRADIO ウサギさんチーム、訓練中！」DJCD&アクリルキーホルダーセット                 | GOODS-0345           | DJCD                       |
| 2017年6月21日  | キャラクターソングアルバム「わたしたちも音楽道、はじめました！」                                       | LACA-15646           | キャラクターソング         |
| 2017年9月27日  | 「ガールズ&パンツァーRADIO あんこうチーム&ウサギさんチーム、合同演習！」                               | TU-1020              | 雑誌付録DJCD               |
| 2017年11月29日 | ガールズ&パンツァー 最終章ドラマCD1 テスト勉強です！                                                   | LACA-15681           | ドラマCD                   |
| 2017年11月29日 | ラジオCD「ガールズ&パンツァーRADIO ウサギさんチーム、まだまだ訓練中！」Vol.1                           | TBZR-0923/0924       | DJCD 第1回 - 第11回        |
| 2017年12月6日  | 『ガールズ＆パンツァー 最終章』第1～3話 OP主題歌「Grand symphony」                                     | LACM-14694           |                            |
| 2017年12月13日 | 『ガールズ＆パンツァー 最終章』ED主題歌「Enter Enter MISSION！最終章ver.」                             | LACM-14698           |                            |
| 2017年12月20日 | 『ガールズ＆パンツァー 劇場版』 シネマティック・コンサートアルバム                                     | LACA-9548～LACA-9550 |                            |
| 2018年3月21日  | ガールズ&パンツァー 最終章ドラマCD2 学園祭です！？                                                     | LACA-15699           | ドラマCD                   |
| 2018年3月21日  | ラジオCD「ガールズ&パンツァーRADIO ウサギさんチーム、まだまだ訓練中！」Vol.2                           | TBZR-0990/0991       | DJCD 第12回 - 第22回       |
| 2018年3月21日  | 「ガールズ&パンツァーRADIO ウサギさんチーム、1人で訓練中！」                                           | GLPNSP-0007          | Vol.2 限定特典DJCD         |
| 2018年12月26日 | 『ガールズ＆パンツァー TV&OVA 5.1ch Blu-ray Disc BOX』 テーマソング「Still a long way to go」          | LACM-14819           |                            |
| 2019年6月5日   | ガールズ&パンツァー 最終章ドラマCD3 練習試合です！                                                     | LACA-15779           | ドラマCD                   |
| 2019年11月13日 | ガールズ&パンツァー 最終章ドラマCD4 おやつの時間はまだかしら♪                                          | LACA-15799           | ドラマCD                   |
| 2019年12月25日 | ラジオCD「ガールズ&パンツァーRADIO ウサギさんチーム、もっともっと訓練中！」Vol.1                       | TBZR-1134/1135       | DJCD 第1回 - 第6回         |
| 2019年12月25日 | 特典CD「小松未可子の最終章クイズ」番外編                                                               | GLPNSP-0010          | Vol.1 音泉通販限定特典     |
| 2020年3月11日  | 交響曲ガールズ＆パンツァー                                                                             | LACA-15812           |                            |
| 2021年5月12日  | GIRLS und PANZER das FINALE Episode1〜Episode3 OST                                                     | LACA-15870           |                            |
| 2022年2月16日  | パチンコ・パチスロ『ガールズ＆パンツァー 劇場版』ボーカルミニアルバム「音楽道、まだまだ邁進中です!!!」 | LACA-15932           |                            |
| 2023年09月27日 | ガールズ&パンツァー 10周年ベストアルバム                                                               | LACA-39959/LACA-9959 |                            |

### 漫画

#### コミックフラッパー版
アニメ本編を優花里の視点から描いた内容の作品。麻子が最初から戦車道の授業に参加している、テレビアニメ版で省略された対アンツィオ高校戦の詳細が描写されているなど、異なっている部分もある。2012年7月号から2014年4月号にかけて連載。
- 才谷屋龍一（作画）・ガールズ&パンツァー製作委員会（原作）『ガールズ＆パンツァー』メディアファクトリー → KADOKAWA〈MFコミックス フラッパーシリーズ〉、全4巻
  1. 2012年9月21日発売[80]、ISBN 978-4-8401-4727-9
  2. 2013年2月23日発売[81]、ISBN 978-4-8401-5013-2
  3. 2013年9月21日発売[82]、ISBN 978-4-8401-5326-3
  4. 2014年4月23日発売[83]、ISBN 978-4-04-066548-1

#### リトルアーミー
テレビアニメ版初期のころのみほが小学生時代を振り返るストーリーとして描かれた作品。続編『リトルアーミーII』は、前作に登場した中須賀エミを主人公としたベルウォール学園を舞台とするスピンオフ作品となっている。どちらも『月刊コミックアライブ』にて、第1期が2012年8月号から2013年3月号まで、第2期が2015年6月号から2016年5月号まで連載。
- 槌居（作画）・ガールズ&パンツァー製作委員会（原作）『ガールズ&パンツァー リトルアーミー』メディアファクトリー〈MFコミックス アライブシリーズ〉、全2巻
  1. 2012年10月23日発売[84]、ISBN 978-4-8401-4739-2
  2. 2013年2月23日発売[85]、ISBN 978-4-8401-5002-6
- 槌居（作画）・ガールズ&パンツァー製作委員会（原作）『ガールズ&パンツァー リトルアーミーII』KADOKAWA〈MFコミックス アライブシリーズ〉、全3巻
  1. 2015年8月22日発売[86]、ISBN 978-4-04-067594-7
  2. 2016年1月23日発売[87]、ISBN 978-4-04-068203-7
  3. 2016年4月23日発売[88]、ISBN 978-4-04-068239-6

#### もっとらぶらぶ作戦です！
登場人物や物語の知られざる側面を描いた四コマギャグ漫画。公式サイトでは配布コンテンツとしてWEB出張版が配信されている。『月刊コミックアライブ』にて2013年7月号から連載。
- 弐尉マルコ（作画）・ガールズ&パンツァー製作委員会（原作）『ガールズ&パンツァー もっとらぶらぶ作戦です！』KADOKAWA〈MFコミックス アライブシリーズ〉、既刊23巻（2025年3月22日現在）
  1. 2013年10月23日発売[89]、ISBN 978-4-8401-5340-9
  2. 2014年4月23日発売[90]、ISBN 978-4-04-066541-2
  3. 2014年10月23日発売[91]、ISBN 978-4-04-066874-1
  4. 2015年5月23日発売[92]、ISBN 978-4-04-067521-3
  5. 2015年11月21日発売[93]、ISBN 978-4-04-067842-9
  6. 2016年4月23日発売[94]、ISBN 978-4-04-068256-3
  7. 2016年10月22日発売[95]、ISBN 978-4-04-068561-8
  8. 2017年4月22日発売[96]、ISBN 978-4-04-069168-8
  9. 2017年11月22日発売[97]、ISBN 978-4-04-069486-3
  10. 2018年5月23日発売[98]、ISBN 978-4-04-069838-0
  11. 2018年11月21日発売[99]、ISBN 978-4-04-065179-8
  12. 2019年8月23日発売[100]、ISBN 978-4-04-065708-0
  13. 2019年12月23日発売[101]、ISBN 978-4-04-064144-7
  14. 2020年7月20日発売[102]、ISBN 978-4-04-064705-0
  15. 2021年1月21日発売[103]、ISBN 978-4-04-065958-9
  16. 2021年6月23日発売[104]、ISBN 978-4-04-680474-7
  17. 2022年1月21日発売[105]、ISBN 978-4-04-680949-0
  18. 2022年7月23日発売[106]、ISBN 978-4-04-681439-5
  19. 2023年2月21日発売[107]、ISBN 978-4-04-682064-8
  20. 2023年9月22日発売[108]、ISBN 978-4-04-682728-9
  21. 2024年3月23日発売[109]、ISBN 978-4-04-683352-5
  22. 2024年8月23日発売[110]、ISBN 978-4-04-683836-0
  23. 2025年3月22日発売[111]、ISBN 978-4-04-684767-6

#### リボンの武者
テレビアニメ後を描いたスピンオフ作品。戦車道連盟非公式・非公認の、重量10トン以下の軽戦車・豆戦車のみ参加できる戦車道競技の1つ「強襲戦車競技（タンカスロン）」をテーマに描かれる。『月刊コミックフラッパー』にて、2014年5月号から2021年4月号まで連載。
- 野上武志×鈴木貴昭（漫画）・ガールズ&パンツァー製作委員会（原作）『ガールズ&パンツァー リボンの武者』KADOKAWA〈MFコミックス フラッパーシリーズ〉、全16巻
  1. 2015年2月23日発売[112]、ISBN 978-4-04-067268-7
  2. 2015年6月23日発売[113]、ISBN 978-4-04-067541-1
  3. 2015年11月21日発売[114]、ISBN 978-4-04-067846-7
  4. 2016年4月23日発売[115]、ISBN 978-4-04-068244-0
  5. 2016年9月23日発売[116]、ISBN 978-4-04-068537-3
  6. 2017年2月23日発売[117]、ISBN 978-4-04-069018-6
  7. 2017年7月22日発売[118]、ISBN 978-4-04-069300-2
  8. 2017年12月22日発売[119]、ISBN 978-4-04-069574-7
  9. 2018年5月23日発売[120]、ISBN 978-4-04-069875-5
  10. 2018年10月23日発売[121]、ISBN 978-4-04-065202-3
  11. 2019年3月23日発売[122]、ISBN 978-4-04-065573-4
  12. 2019年8月23日発売[123]、ISBN 978-4-04-065886-5
  13. 2020年1月23日発売[124]、ISBN 978-4-04-064282-6
  14. 2020年6月23日発売[125]、ISBN 978-4-04-064681-7
  15. 2020年11月21日発売[126]、ISBN 978-4-04-065982-4
  16. 2021年4月23日発売[127]、ISBN 978-4-04-680352-8

#### 激闘！マジノ戦ですっ!!
アニメ版では校名のみで登場しないマジノ女学院を中心としたスピンオフ作品。時系列上は漫画版本編の2巻 - 3巻の間に入るストーリー。『ComicWalker』で2014年11月19日から2015年8月19日まで連載。
- 才谷屋龍一（漫画）・ガールズ&パンツァー製作委員会（原作）『ガールズ&パンツァー 激闘！マジノ戦ですっ!!』KADOKAWA〈MFコミックス フラッパーシリーズ〉、全2巻
  1. 2015年3月23日発売[128]、ISBN 978-4-04-067501-5
  2. 2015年9月19日発売[129]、ISBN 978-4-04-067819-1

#### 劇場版 Variante
劇場版本編をみほたちのほかに、各学校のキャラクターたちの視点からも描いた内容になっている。『月刊コミックフラッパー』にて、2016年9月号から2022年9月号まで連載。全42話。
- 伊能高史（漫画）・ガールズ&パンツァー劇場版製作委員会（原作）『ガールズ&パンツァー 劇場版 Variante』KADOKAWA〈MFコミックス フラッパーシリーズ〉、全8巻
  1. 2017年1月23日発売[130]、ISBN 978-4-04-0688251
  2. 2017年8月23日発売[131]、ISBN 978-4-04-069377-4
  3. 2018年3月23日発売[132]、ISBN 978-4-04-069695-9
  4. 2019年1月23日発売[133]、ISBN 978-4-04-065203-0
  5. 2019年11月21日発売[134]、ISBN 978-4-04-064071-6
  6. 2020年10月23日発売[135]、ISBN 978-4-04-064769-2
  7. 2021年10月21日発売[136]、ISBN 978-4-04-680722-9
  8. 2022年10月21日発売[137]、ISBN 978-4-04-681797-6

#### 戦車道ノススメ
キャラクターたちとともに作中に登場した戦車の開発経緯や戦歴、逸話などを紹介する内容になっている。『月刊コミックフラッパー』2016年9月号から2019年7月号まで連載。
- 葉来緑（漫画）・ガールズ&パンツァー劇場版製作委員会（原作）『ガールズ&パンツァー 戦車道ノススメ』KADOKAWA〈MFコミックス フラッパーシリーズ〉、全5巻
  1. 2017年2月23日発売[138]、ISBN 978-4-04-069021-6
  2. 2017年11月22日発売[139]、ISBN 978-4-04-069468-9
  3. 2018年5月23日発売[140]、ISBN 978-4-04-069876-2
  4. 2018年11月21日発売[141]、ISBN 978-4-04-065346-4
  5. 2019年6月22日発売[142]、ISBN 978-4-04-065773-8

#### フェイズエリカ
黒森峰女学園の逸見エリカを主役としたスピンオフ作品。『ComicWalker』2016年9月20日から2018年3月19日まで連載。
- 才谷屋龍一（漫画）・ガールズ&パンツァー劇場版製作委員会（原作）『ガールズ&パンツァー フェイズ エリカ』KADOKAWA〈MFコミックス フラッパーシリーズ〉、全3巻
  1. 2017年2月23日発売[143]、ISBN 978-4-04-068824-4
  2. 2017年9月23日発売[144]、ISBN 978-4-04-069378-1
  3. 2018年4月23日発売[145]、ISBN 978-4-04-069835-9

#### 4コマでパンツァー・フォー！
4コマ漫画作品。メガミマガジンの特集ページにて「4コマ劇場」の題名にて2012年8月号から連載されていて、単行本化の際に「4コマでパンツァー・フォー！」になった。出張作としてニコニコチャンネルの『超！アニメディアブロマガ』にて「４コマで超！パンツァー・フォー！」が2015年2月10日から2018年10月30日まで連載し、以降は超！アニメディア公式サイトに移籍して2018年10月30日から2022年7月26日まで連載された。一度に掲載される数は少ない。
- 祐馬『ガールズ＆パンツァー 4コマでパンツァー・フォー！』学研プラス〈ノーラコミックス〉、2018年9月28日発売[146]、ISBN 978-4-05-607136-8

#### プラウダ戦記
- 吉田創（漫画）・ガールズ&パンツァー製作委員会（原作）『ガールズ&パンツァー プラウダ戦記』KADOKAWA〈MFコミックス〉、全5巻
  1. 2019年1月23日発売[147]、ISBN 978-4-04-065273-3
  2. 2019年8月23日発売[148]、ISBN 978-4-04-065889-6
  3. 2020年4月23日発売[149]、ISBN 978-4-04-064336-6
  4. 2021年2月20日発売[150]、ISBN 978-4-04-680050-3
  5. 2021年12月22日発売[151]、ISBN 978-4-04-680665-9

#### 最終章 継続高校はらぺこ食事道
継続高校を主役にしたグルメ漫画の内容になっている。『月刊デンプレコミック（電撃PlayStation付録）』＃24（vol.670付録）から＃40（Vol.686付録）まで連載。
- あしもと☆よいか（漫画）・ガールズ&パンツァー 最終章 製作委員会（原作）『ガールズ&パンツァー 最終章 継続高校はらぺこ食事道』KADOKAWA〈電撃コミックスNEXT〉、全2巻
  1. 2019年6月10日発売[152]、ISBN 978-4-04-912497-2
  2. 2020年6月27日発売[153]、ISBN 978-4-04-913175-8

#### アバンティ！ アンツィオ高校
アンチョビを中心とするアンツィオ高校が主役のスピンオフ作品。『電撃ツイッターマガジン』2019年2月1日から2021年6月21日まで連載。
- 梵辛（著者）・ガールズ&パンツァー製作委員会（原作）『ガールズ&パンツァー アバンティ！ アンツィオ高校』KADOKAWA〈電撃コミックスEX〉、全3巻
  1. 2019年9月27日発売[154]、ISBN 978-4-04-912657-0
  2. 2020年4月27日発売[155]、ISBN 978-4-04-913148-2
  3. 2021年6月25日発売[156]、ISBN 978-4-04-913702-6

#### 樅の木と鉄の羽の魔女
- むらかわみちお（漫画）・ガールズ&パンツァー製作委員会（原作）『ガールズ&パンツァー 樅の木と鉄の羽の魔女』KADOKAWA〈MFコミックス〉、全2巻
  - 上巻 2020年2月21日発売[157]、ISBN 978-4-04-065426-3
  - 下巻 2022年7月23日発売[158]、ISBN 978-4-04-680419-8

#### 劇画ガールズ&パンツァー
劇画調で「ガルパン」を描いていく物語。作者の小林源文が西住みほら大洗女子学園のメンバーを指導する人物として作中に登場。全1巻。『コロコロアニキ』（小学館）にて2018年冬号に読み切りとして掲載後、次号より2021年春号まで連載。
- 小林源文（漫画）・ガールズ&パンツァー製作委員会（原作）『劇画ガールズ&パンツァー』小学館〈てんとう虫コミックススペシャル〉、2021年3月26日発売[162]、ISBN 978-4-09-143296-4

#### ガルパンデモニウム
日常を描いたショートコメディ。『アライブ+』2022年10月7日にて2023年5月26日まで連載。短期集中連載の予定だったが、休載が続き、著者の吉田創との話し合いの末、連載継続は困難ということで2023年11月13日に連載終了が発表された。全4話。

#### コミックアンソロジー
複数の作者による多様な角度から描かれた作品集。
| 発売日         | タイトル                                                                   | レーベル                           | ISBN                   |
| -------------- | -------------------------------------------------------------------------- | ---------------------------------- | ---------------------- |
| 2013年10月31日 | ガールズ&パンツァーコミックアンソロジー                                    | MFコミックス フラッパーシリーズ    | ISBN 978-4-8401-5343-0 |
| 2014年11月30日 | ガールズ&パンツァーコミックアンソロジー 2                                  | MFコミックス フラッパーシリーズ    | ISBN 978-4-04-066882-6 |
| 2015年11月30日 | ガールズ&パンツァー 4コマアンソロジーコミック                              | MFコミックス アライブシリーズ      | ISBN 978-4-04-067845-0 |
| 2017年3月23日  | ガールズ&パンツァーの日常 4コマアンソロジーコミック                        | MFコミックス アライブシリーズ      | ISBN 978-4-04-069028-5 |
| 2017年10月23日 | ガールズ&パンツァーの日常 4コマアンソロジーコミック 2                      | MFコミックス アライブシリーズ      | ISBN 978-4-04-069432-0 |
| 2018年2月23日  | ガールズ&パンツァーの日常 4コマアンソロジーコミック 3                      | MFコミックス アライブシリーズ      | ISBN 978-4-04-069701-7 |
| 2018年3月23日  | ガールズ&パンツァーの日常 4コマアンソロジーコミック 4                      | MFコミックス アライブシリーズ      | ISBN 978-4-04-069779-6 |
| 2019年2月23日  | ガールズ&パンツァーの日常 4コマコミックアンソロジー 〜もぐもぐ作戦です！〜 | MFコミックス アライブシリーズ      | ISBN 978-4-04-065525-3 |
| 2019年2月23日  | ガールズ&パンツァーの日常 4コマコミックアンソロジー 〜もふもふ作戦です！〜 | MFコミックス アライブシリーズ      | ISBN 978-4-04-065524-6 |
| 2016年5月31日  | ガールズ&パンツァー 劇場版 ハートフル・タンク・アンソロジー 1              | MFコミックス アライブシリーズ      | ISBN 978-4-04-068285-3 |
| 2017年3月23日  | ガールズ&パンツァー 劇場版 ハートフル・タンク・アンソロジー 2              | MFコミックス アライブシリーズ      | ISBN 978-4-04-068562-5 |
| 2018年3月23日  | ガールズ&パンツァー 最終章 ハートフル・タンク・アンソロジー 1              | MFコミックス アライブシリーズ      | ISBN 978-4-04-069687-4 |
| 2014年11月5日  | ガールズ&パンツァー コミックアンソロジー Side:聖グロリアーナ女学院         | IDコミックス DNAメディアコミックス | ISBN 978-4-7580-0825-9 |
| 2015年2月5日   | ガールズ&パンツァー コミックアンソロジー Side:サンダース大学付属高校       | IDコミックス DNAメディアコミックス | ISBN 978-4-7580-0842-6 |
| 2015年5月14日  | ガールズ&パンツァー コミックアンソロジー Side:アンツィオ高校               | IDコミックス DNAメディアコミックス | ISBN 978-4-7580-0850-1 |
| 2015年9月5日   | ガールズ&パンツァー コミックアンソロジー Side:プラウダ高校                 | IDコミックス DNAメディアコミックス | ISBN 978-4-7580-0862-4 |
| 2016年1月5日   | ガールズ&パンツァー コミックアンソロジー Side:黒森峰女学園                 | IDコミックス DNAメディアコミックス | ISBN 978-4-7580-0876-1 |
| 2016年5月11日  | ガールズ&パンツァー コミックアンソロジー Side:知波単学園                   | IDコミックス DNAメディアコミックス | ISBN 978-4-7580-0896-9 |
| 2016年8月2日   | ガールズ&パンツァー コミックアンソロジー Side:継続高校                     | IDコミックス DNAメディアコミックス | ISBN 978-4-7580-0903-4 |
| 2017年2月18日  | ガールズ&パンツァー コミックアンソロジー Side:大学選抜                     | IDコミックス DNAメディアコミックス | ISBN 978-4-7580-0930-0 |
| 2020年1月31日  | ガールズ&パンツァー コミックアンソロジー Side:BC自由学園                   | IDコミックス DNAメディアコミックス | ISBN 978-4-7580-2083-1 |

### 小説
テレビアニメ本編を沙織の視点から描いた内容となっているが、全国大会における他校の試合結果や、プラウダ戦前に生徒会に誘われるのが沙織になっているなど、異なっている部分もある。全3巻。
これとは別に、劇場版公開に合わせて吉田玲子による短編「台風戦車」が刊行され、前売券の購入特典として頒布された。こちらはみほの視点で描かれており、テレビアニメの後日談で劇場版の前日譚に当たる。
劇場版完全書き下ろし小説では、みほたち以外の各チームの視点からの内容が描かれているほか、優勝した大洗女子学園の廃校を強行した理由や知波単学園がエキシビションマッチに選ばれた理由など、本編では説明がなかった事柄が書かれている。
最終章第1巻に付属している書き下ろし小説「カイゾク戦車」では、新たに大洗女子戦車道チームに加わったサメさんチームの、BC自由学園との試合の前日譚が書かれている。他にも河嶋桃との関係なども書かれている。
| 初版発行日     | 発売日         | タイトル                                    | レーベル                   | ISBN                       |
| -------------- | -------------- | ------------------------------------------- | -------------------------- | -------------------------- |
| 2012年11月30日 | 2012年11月22日 | ガールズ&パンツァー                         | MF文庫J                    | ISBN 978-4-8401-4877-1     |
| 2013年2月28日  | 2013年2月25日  | ガールズ&パンツァー 2                       | MF文庫J                    | ISBN 978-4-8401-4985-3     |
| 2013年6月30日  | 2013年6月25日  | ガールズ&パンツァー 3                       | MF文庫J                    | ISBN 978-4-8401-5226-6     |
|                | 2015年10月10日 | ガールズ&パンツァー 劇場版 「台風戦車」     | 非売品のためISBNコードなし | 非売品のためISBNコードなし |
|                | 2016年11月25日 | ガールズ&パンツァー 劇場版（上）            | KADOKAWA                   | ISBN 978-4-04-068722-3     |
|                | 2017年2月25日  | ガールズ&パンツァー 劇場版（下）            | KADOKAWA                   | ISBN 978-4-04-068781-0     |
|                | 2018年3月23日  | ガールズ&パンツァー 最終章 「カイゾク戦車」 | 非売品のためISBNコードなし | 非売品のためISBNコードなし |

#### ガールズ&パンツァー 戦車道のよこみち
キャラクターの日常に焦点を当てたイラストストーリー。1冊目が『電撃G’sマガジン』 2013年12月号から2015年12月号、2冊目が2018年4月号から2019年12月号掲載。
| 発売日         | タイトル                               | レーベル              | ISBN                   |
| -------------- | -------------------------------------- | --------------------- | ---------------------- |
| 2015年12月25日 | ガールズ&パンツァー 戦車道のよこみち   | 電撃G'sマガジン編集部 | ISBN 978-4-04-865559-0 |
| 2020年3月30日  | ガールズ&パンツァー 戦車道のよこみち 2 | 電撃G'sマガジン編集部 | ISBN 978-4-04-913092-8 |

### モバイルゲーム
ガールズ&パンツァー
2012年12月6日、ソーシャルゲームとしてニジボックスがMobage・GREE・mixiゲームでサービスを開始した。2013年1月10日にはPixivゲームでの利用も可能になっている。フィーチャーフォンとスマートフォン両方に対応している。全サイト2015年4月までにサービス終了。
ガールズ&パンツァー 戦車道大作戦！
ショウゲート（博報堂DYミュージック&ピクチャーズ）によりスマートフォンのアプリとして、iOS/Android共に2015年11月に配信が開始された。ジャンルは乙女戦車シミュレーション（公式ページの記載による）。
ガールズ＆パンツァー あつまれ！みんなの戦車道！！
バンダイナムコエンターテインメントによりスマートフォンのアプリとして、iOS/Android共に2018年8月に配信が開始された。ジャンルは君だけの乙女道育成シミュレーション（公式ページの記載による）。2019年（令和元年）11月27日までにサービス終了。

### コンシューマーゲーム
ガールズ&パンツァー 戦車道、極めます！
バンダイナムコゲームス（のちのバンダイナムコエンターテインメント）より2014年6月26日に発売されたPlayStation Vita用ゲームソフト。ジャンルはドラマチック戦車アクション。ティザーサイトのキービジュアルでは本編の設定（戦車ゲーム好き）を踏まえ、アリクイさんチームの3人が登場する。使用しているビジュアルはアニメパートはTV放送版を用い、ゲームパートは3Dポリゴンを用いて表示されている。操作性はWorld of Tanksに近似しており、スコープモードも装備されている。ゲームには、ストーリーモードのほかにフリー対戦モードがあり、操作可能な車輌および選択可能シナリオはストーリーモードのミッションを成功させて条件を満たすことで増え、大洗女子以外のチーム・車輌が選択可能になる。
ガールズ&パンツァー ドリームタンクマッチ
バンダイナムコエンターテインメントより2018年2月22日に発売されたPlayStation 4用ゲームソフト。2019年2月21日には追加要素を加えたNintendo Switch用ソフト『ガールズ&パンツァー ドリームタンクマッチDX』が発売された（PS4版も有料DLCでDX相当にアップデート可能）。2023年4月現在、PS版・Switch版それぞれでカスタムマッチで検索するとオンライン対戦が楽しめる。（21時過ぎ～深夜頃にマッチング可能）

### PCゲーム
Panzer Knights - Girls und Panzer mod
樂磚Joy Brickより2021年5月19日に発売されたSteamアプリ・ゲームソフト「Panzer Knights」向けMODとして、2021年6月26日より無償提供を開始。（Panzer Knights - Girls und Panzer mod（Steamワークショップ））

### ボードゲーム
『ガールズ&パンツァー 戦車道ゲーム「大洗大作戦!」』バンプレスト 700円（税込）2014年2月第5週。
第4話の聖グロリアーナ女学院のダージリンとの親善試合を将棋を元にしたバンプレストのオリジナルルールで乙女のたしなみ「戦車道」を再現する2人用紙製ボードゲーム。
別売 戦車と戦車長（搭載可能）のミニフィギア
ガールズ＆パンツァー でふぉめか ちびパンツァーフィギュアVol.1 全4種セット 3280円（税込）バンプレスト 2014年2月第5週
「大洗女子学園 西住みほ」「IV号戦車D型」「聖グロリアーナ女学院 ダージリン」「チャーチル歩兵戦車Mk.VII」サイズ:約4センチメートル
「大洗女子学園 西住みほ」400円（税込）
ガールズ＆パンツァー でふぉめか ちびパンツァーフィギュアvol.2 全4種セット 3400円（税込）バンプレスト 2014年07月03日
「西住みほ」「アンチョビ」「Ⅳ号戦車D型本戦仕様」「P40型重戦車」サイズ:約4センチメートル
2種セット（西住みほ/IV号戦車D型本戦仕様）1500円（税込）
IV号戦車D型本戦仕様 700円（税込）
ガールズ＆パンツァー でふぉめか ちびパンツァーフィギュアVol.3 全4種セット 3400円（税込）バンプレスト 2014年11月第2週
「秋山優花里」「カチューシャ」「IV号戦車D型改 F型仕様」「T-34/85」 サイズ:約4センチメートル
秋山優花里 400円（税込）

『戦車道ボードゲーム ぱんつぁー・ふぉー!』
国際通信社の戦闘級ウォー・シミュレーションゲーム『ワールドタンクバトルズ』シリーズをベースに、本作の設定に合わせてアレンジしたもの。付属のDVDでは秋山優花里と五十鈴華の2人が登場し、ゲームのルールを解説する。国際通信社 ゲームデザイナー 堀場亙 価格2,800円+税 2014年6月14日発売。
『ぱんつぁー・ふぉー2』
『ガールズ&パンツァー 劇場版』の戦車道の試合を再現する2人用卓上ボードゲーム（エリアマップ）。プレイヤーは、大洗女子学園チームか大学選抜チームに分かれて、大戦車戦 (30vs30) を行う。今作単体でプレイ可能。シナリオは映画前半の丘陵周辺でのエピソードと両チームが遊園地跡で激しい闘いを繰り広げた後半のエピソードの2つ。なお登場ユニットは、前作「戦車道ボードゲーム ぱんつぁー・ふぉー!」でも使用できる。国際通信社 ゲームデザイナー堀場亙 価格2,400円+税 2016年12月21日発売。
『タンクハンター ガールズ&パンツァー エディション』
アークライトのカードゲーム「タンクハンター」のゲームシステムをガルパンに移植。ホビージャパン 3,241円＋税 2016年5月発売。
『俺のケツをなめろ!×ガールズ&パンツァー〜ボコ争奪戦です〜』
ゲンブンゲームズのカードゲーム「俺のケツをなめろ!」のゲームシステムをガルパンで遊べるように移植。ゲンブンゲームズ 4000円（税込4320円）ノーマル版 ハードバージョン 。
俺ケツ用ガルパンコラボ拡張セット第1,2,3,4傑 各税抜1000円（税込1080円）
俺ケツ用ガルパンコラボ拡張セット第5傑,第6傑 各税抜1500円（税込1620円）

### DVD『よくわかる！陸上自衛隊』
2013年5月13日にリバプールからコンビニエンスストア（ローソン・サークルKサンクス）限定で先行発売されたDVD『よくわかる！ 陸上自衛隊 〜陸の王者！日本を守る戦車の歴史〜』では、オーディオコメンタリーに「『不肖・秋山優花里の戦車講座』出張版」として、中上育実によるナレーションが収録されている。
これは同社制作のDVDシリーズが、本作と縁深いスタッフによって作られていた事情による。
販売網が一部コンビニエンスストアに限られていたにもかかわらず、5月19日付オリコンDVD総合デイリーランキングにて1位となり、5月27日付オリコン週間DVDランキングでは、カルチャー・教養DVDとして史上初の総合首位を獲得した。
全国のDVD取り扱い店では2013年10月25日に発売された。

### 公式ファンブック
月刊戦車道 第63回戦車道全国高校生大会 増刊号・特別号・別冊
バンダイビジュアルが発行する、本作の公式ファンブック。第1話に登場する架空の戦車道専門誌の増刊号・特別号という形で編集されている。増刊号全6巻、特別号全2巻が刊行され、他に別冊「ガルパン入門」「ガルパンマニアックス」が刊行されている。主な企画として、聖グロリアーナ女学院からの視点で描いた連載小説「聖グロリアーナ女学院×黒森峰女学園への道」や、本編登場校のほか、第4話および第6話のトーナメント表に校名が記載されたのみの本編未登場校の特徴を記した「第63回戦車道全国高校生大会を盛り上げたライバルチーム研究」「不肖・秋山優花里の戦車講座」などがある。なお、書籍扱いではないためEANコードやISBNコードは付けられておらず、販売もバンダイビジュアルが運営する通販サイト「BANDAI VISUAL CLUB（バンダイビジュアルクラブ）」や本作関連イベント、大洗町の一部店舗に限られる。

### 新聞
ガールズ&パンツァー新聞
産経新聞社発行。サンケイスポーツ特別版として、2014年6月、8月、11月、2015年3月、11月の計5回発行された。

### ガイドブック
大洗ガルパン・トラベル・ガイド ガルパン聖地巡礼の手引き
廣済堂出版、2013年11月13日発行。いわゆる「聖地巡礼」に必要な大洗町内の本作関連情報を収録。案内役は渕上舞と吉岡麻耶。
るるぶ ガールズ&パンツァー
JTBパブリッシング、2015年7月10日発行。旅行ガイドブック「るるぶ」の「聖地巡礼MOOK」シリーズの1つ。大洗町の観光情報を中心に作品の情報を交えながら掲載。
大洗フィーベル（教本） 大洗ガルパン・トラベル・ガイド2
廣済堂出版、2015年11月30日発行。上記トラベル・ガイドの続編。前作からの追加情報のほか、劇場版のエキシビションマッチから名場面を収録している。
大洗フィーベル・NEU（ノイ） 大洗ガルパン・トラベル・ガイド3
廣済堂出版、2018年3月23日発行。上記トラベル・ガイドの第3弾。『最終章』関連の情報や、第2弾発売以降に変更になった大洗町内の情報を収録している。

### 関連書籍
ガルパンの秘密 美少女戦車アニメのファンはなぜ大洗に集うのか
廣済堂出版、2014年3月発行。 作品に関わった人たちへのインタビューを通じて、本作の人気と大洗町とのタイアップ成功の秘密を探る。
ガルパン・アルティメット・ガイド ガールズ&パンツァーを100倍楽しむ本
廣済堂出版、2013年11月発行。登場人物・使用戦車・戦車道の歴史などの紹介、スタッフインタビュー、中村桜と上坂すみれの対談などを収録。
ガールズ&パンツァー エンサイクロペディア
一迅社、2014年8月発行。人物・関連用語・台詞など、作中に登場した1,150項目以上の用語を解説した事典。
ガールズ&パンツァー コンプリートブック
学研パブリッシング、2013年9月発行。設定資料からのキャラクターガイド、スタッフインタビュー、キャストコメント、各話ダイジェストなどを収録。
ガールズ&パンツァー 模型道公式教本 大洗女子学園×黒森峰女学園
アスキー・メディアワークス、2013年5月発行。キャラクター・登場した戦車の模型の作品紹介、スタッフインタビューなどを収録。
アハトゥンク・ガールズ&パンツァー
大日本絵画、2013年5月発行。テレビアニメに登場した戦車に焦点を当てた設定資料集。戦車の設定やCGモデル・解説のみで構成されている。
アハトゥンク・ガールズ&パンツァー2
大日本絵画、2016年5月発行。同名の設定資料集の続編。OVAと劇場版に初登場した戦車に加え、既存の戦車のテレビアニメ版と劇場版との相違点にも言及している。
ガルパンfebri
一迅社、2016年1月発行。劇場版を踏まえてのスタッフ・キャストインタビュー、劇場版エンサイクロペディアなどを収録。
萌えよ!戦車道学校
イカロス出版、2018年3月発行。戦車道についての解説と、全国大会参加全校と大学選抜チームの特徴と戦術、全国大会での歩みを詳細に解説。同名の書籍は作中に登場しており、もともとは同出版社の書籍『萌えよ!戦車学校』のパロディ。本書は『萌えよ!戦車学校』と同じ作者が本作の世界内で作った書籍という設定で刊行している。
ガールズ&パンツァー絵コンテ集 Vol.1学研パブリッシング、2014年7月発行。本編第1話 - 第4話、オープニング、OVA第1話・第2話の絵コンテを収録。
ガールズ&パンツァー絵コンテ集 Vol.2学研パブリッシング、2014年9月発行。本編第5話 - 第8話、エンディング、OVA第3話・第4話の絵コンテを収録。
ガールズ&パンツァー絵コンテ集 Vol.3学研パブリッシング 2014年11月発行。本編第9話 - 第12話、OVA第5話・第6話の絵コンテを収録。
ガールズ&パンツァーピアノ・ソロ・アルバム
ケイ・エム・ピー、2013年10月発行。作品中の音楽をピアノ曲に編曲したものを全31曲収録。
ガールズ&パンツァー戦車道、極めます!ビジュアルガイドブック
KADOKAWA、2014年8月発行。ゲーム『戦車道、極めます！』の攻略本。渕上舞と中上育実のインタビューも収録。
※以下はコミックマーケットにおいて、アクタスの企業ブースにて販売されたもの。書籍扱いではなく、一般書店には流通していない。
ガールズ&パンツァー 総作画監督のお仕事集
アクタス、2013年発行。キャラクターデザインと総作画監督の杉本功の修正画、原画、ラフ画集。
ガールズ&パンツァー 総作画監督のお仕事集 2 「これが本当のアンツィオ戦です！」+OVA編
アクタス、2014年発行。上記冊子の第2冊目。
ガールズ&パンツァーのとりあえずゴールしました皆さんお疲れ様でした本
アクタス、2013年発行。スタッフコメントやロケーション・ハンティングの様子などを収録。
ガールズ&パンツァー もう出オチとは言わせない これが本当のアンツィオ戦です!スタッフ本
アクタス、2014年発行。上記冊子の第2冊目。
ガールズ&パンツァー ミリタリーワークス集
アクタス、2014年発行。戦車車内等の設定ラフ画などを収録。

### パチスロ
2015年11月2日から全国のホールに導入。発売元はオリンピア。また、2019年7月に第2弾となる『パチスロ ガールズ＆パンツァーG～これが私の戦車道です！～』が発売された。

### パチンコ
2016年4月18日から全国のホールに導入。発売元は平和。

## 地域タイアップ
茨城県東茨城郡大洗町が大洗女子学園の母港であり、第4話における親善試合の舞台ともなっていることから、大洗町で行われるイベントや地元企業とのタイアップに加えて、大洗あんこう祭の前日にはメディア向けの記者会見が行われた。本作の放送開始直後からファンが大洗町への「聖地巡礼」に次々と訪れたことが町の復興や活性化に大きくつながったため、地域おこし（萌えおこし）の成功例とみなされるようになる。その一方で、バンダイビジュアルの杉山潔はアニメで町おこしはできない、と考えている。
最初からヒットを見込まずビジネス色を前面に出さない方針が、観光客の心を掴んだという分析がある。観光庁の第1回『今しかできない旅がある』若者旅行を応援する取組表彰の奨励賞を受賞した際、審査委員会は、「アニメの舞台となったから、と受動的に町おこしを始めたのではなく、企画が始まる段階から地域と制作サイドが連携している点を評価」という趣旨の講評を寄せている。ガルパン応援大使の蝶野正洋は「何かや誰かが引っ張ったというのではなく、みんなが力を合わせて作った地域復興だと思う」と述べている。そして結果だけみれば、作品がヒットしたことでタイアップも盛り上がりを見せたのである。2015年の観光客数は444万1400人で、これは原発事故前の約八割にあたる。アニメ情報サイト「アニメ!アニメ!」が2016年8月に行った読者アンケートにおいて大洗は、行ってみたいアニメの聖地第一位になった。大洗観光協会の大里明会長によると、聖地巡礼を機に移住した人は100人前後に上るとされる。
地元側の対応
杉山は、大洗が元々観光地で、ホスピタリティーや地域住民の交流力やイベントに恵まれていたことを、町おこし成功の理由として挙げている。
例として、商店街の各店舗に置かれたキャラクターのパネルを見に来たファンに、商店街の人々が話しかけたことが挙げられる。制作側はこのパネルのキャラクター使用料を取っていない。理由は作中で戦車により商店街が破壊されたことへの報謝である。また各店舗が作品にまつわるイベント等を行う際、この作品には原作がないため、版権使用の処理が速いことも長所の一つである。なお、大洗を訪れるファンへの対応についての商店街店主からの問い合わせに対し、大洗町役場や商工会側は「ガルパンのことはファンから教わり、逆に大洗のことをファンに教えるように」とアドバイスしている。
大洗町は2011年3月11日に発生した東北地方太平洋沖地震（東日本大震災）で大きな被害を受け、さらに東京電力福島第一原子力発電所での事故による風評被害もあり、復興が進んでも町は震災以前のような賑わいはなかった。海水浴客は年間60万人から震災後は14万人に減り、あんこう祭りの来場者数は例年から一万人以上減って三万人になっていた。その時アニメの企画が持ち込まれたが、地元側は復興で多忙だったため、このアニメで何かを成そうという考えはなかった。アニメ制作側にもまた、大洗町を振興しようという狙いはなかった。
経済効果
|        | 寄付件数 | 寄付金額      |
| ------ | -------- | ------------- |
| 2012年 | 117件    | 2,871,000円   |
| 2013年 | 207件    | 3,737,500円   |
| 2014年 | 202件    | 7,631,000円   |
| 2015年 | 7,266件  | 202,646,000円 |
| 2016年 | 4,732件  | 172,317,000円 |
| 2017年 | 2,714件  | 91,896,000円  |
| 2018年 | 3,180件  | 79,504,000円  |
| 2019年 | 2,382件  | 62,451,000円  | 野村総合研究所の試算によれば、本作による大洗町の経済効果は2013年度観光客数がのべ15万9000人、金額にして7億2100万円に上ると見られている。また、大洗町を通る大洗鹿島線の利用客が増えたことより、鹿島臨海鉄道では2015年期の定期外乗客数が年間81万2000人と前期から2万4000人増加し、2016年6月17日に発表された2016年3月期決算において、経常利益が2540万9000円と、2期ぶりに黒字となった。
2015年12月、大洗町がふるさと納税の返礼品にガルパングッズを追加したところ、2015年12月の1カ月間だけで1億6000万円集まった。2016年9月に、大洗町消防本部が財政難のため緊急車両を買い替えられないというニュースが報じられた際、ネット上では『ガルパン』ファンが負担せよという声が挙がるほどであった。2020年には新型コロナで苦境に陥った店舗などへの支援をCFで募ったところ、目標の2倍以上の約4680万円を集めた。

### 大洗あんこう祭
2012年（第16回）
11月18日、特設ステージおよび隣接する大洗まいわい市場内では、出演声優によるトークショーや、大洗高校マーチングバンド部「ブルーホークス」による劇中曲などの演奏、関連グッズの販売が行われ、例年の来場者がおよそ3万5000人のところ6万人を動員した。
2013年（第17回）
11月17日、前回同様の催しに加え、歌手によるミニライブ、作品イラストを用いた痛車コンテストなどが行われ、前年を越える過去最多の約10万人を動員した。
2014年（第18回）
11月16日、前年と同規模の約10万人を動員した。トークショーでは当初2014年冬とされていた劇場版の公開が2015年夏に延期されること、2015年新春からスマートフォン用アプリゲームが配信されることなどが発表された。
2015年（第19回）
11月15日、過去最大の11万人が町を訪れた。劇場版の公開が開催日の週末ということもあり、来場者特典や蝶野正洋が劇場版の応援大使に任命されたこと、12月に発売されるミニアルバム『タンソン』に蝶野が「超重戦車級王者マウス」の歌手として参加することなどが発表された。
2016年（第20回）
大混雑が予想されたため、事前に町が公共交通機関の利用や乗り合わせを呼び掛けた。それにもかかわらず、11月13日には1万8千人の町人に対し13万人が来場し、コミックマーケットに匹敵すると評されるほどの混雑ぶりとなった。
2017年（第21回)
前回の混雑を踏まえて、駐車スペースを町内各地に確保（会場までシャトルバスを運行）し、鹿島臨海鉄道では臨時列車の増発や列車の増結などを実施。さらに多くの人手が予想されるホビーショーの会場を大洗港区第4埠頭に移転し、マリンタワー広場のステージを生中継する大型ビジョンを設置するといった混雑回避策をとった。当日は前回と同じ13万人が来場と発表されるほどの人手となったが、先の対策が奏功し大きな渋滞や混乱もなく終了した。
2018年（第22回）
11月18日開催。最終章第2話が、2019年6月15日より劇場公開開始することが発表された。来場者数は主催者発表で過去最高の13万5千人。

### 大洗春まつり 海楽 (かいらく) フェスタ
2013年（第2回）
3月24日、先述のあんこう祭同様の本作出演声優によるトークショー、ブルーホークスの演奏のほか、佐咲紗花による「あんこう音頭」の生歌披露、陸上自衛隊土浦駐屯地の協力による74式戦車の実車展示など、多岐にわたって本作と関連するイベントが催され、推定5万人が来場した。前日にはシネプレックス水戸にてオールナイトで全話を上映するイベントも行われ、最終話がテレビ放映に先駆けて公開された。
2014年（第3回）
3月30日、前年同様、本作出演声優によるトークショーの他、本作とナムコとのコラボレーションやOVA『これが本当のアンツィオ戦です！』の先行上映イベント実施の映画館の追加や出演声優の舞台挨拶の日程、さらにドラマCD第2作や新作スピンオフ漫画作品の制作が決定した旨の発表がなされ、この日は雨天にもかかわらず前年と同規模の来場者5万人を記録したと報じられた。前日には初の試みとなる前夜祭が行われ、あんこうチームの標章のマスコットを模した「あんこう花火」が打ち上げられた。
2015年（第4回）
3月15日、渕上舞・中上育実・尾崎真実らによるトークショーや中村桜によるサイン会が行われた。また、大洗商工会関係者から緊急告知と称した発表が行われた。2015年11月21日の劇場版公開予定日、ガルパン喫茶「Panzer vor」のオープン、とちぎテレビでの放送決定、常設のガルパンギャラリー開館、キャラクターパネルの一新などが発表された。ほかに茨城交通ラッピングバス4号車やガルパン大漁旗なども披露された。第2部ではアニソンDJが開催され、第3部の花火大会では今年も「あんこう花火」が打ち上げられた。来場者数は2013年、2014年に引き続き5万人。
2016年（第5回）
3月20日、渕上舞・尾崎真実・福圓美里・高橋美佳子・植田佳奈によるステージショーや、花火大会、高橋によるあんこう踊りなどが行われた。来場者は8万人。また、最新情報として劇場版の特典OVA「愛里寿・ウォー」の一部画像が公開された。花火大会の前には、蝶野正洋の大洗大使任命式が行われた。
2017年（第6回）
3月19日、渕上舞、尾崎真美、吉岡麻耶、井澤詩織によるステージショーや花火大会が行われた。ショーの中盤には大洗大使・蝶野正洋とぬいぐるみのボコが登場し、両者の対決が場内を沸かせた（結果はボコの勝利）。また、最新情報として『ガールズ＆パンツァー 最終章』第一章のティザービジュアル公開と上映日が12月9日からになることや、劇場版の大洗爆音凱旋上映、生演奏による劇場版シネマティック・オーケストラの開催が発表された。なお大洗町内にあるキャラクターパネルもこの日を境にリニューアル＆キャラ3名が追加となった。来場者は昨年同様8万人と公表されている。
2018年 (第7回)
3月18日、渕上舞、尾崎真美、福圓美里、高橋美佳子によるステージショーが行われた。またこの日から、大洗町内にあるキャラクターパネルに劇場版と最終章の人物計11名が追加されている。
2020年(第9回)
3月15日に開催を予定していたが、新型コロナウイルス感染症の流行の影響により「大洗春まつり 海楽フェスタ2020」が、開催延期になった。これに伴い、同日同会場にて実施予定だった「ガールズ＆パンツァー」関連イベントが中止となった。

### 大洗海開きカーニバル
2013年7月13日から15日にかけて開催され、出演声優と自衛隊員によるトークショーのほか、海上自衛隊の訓練支援艦「てんりゅう」の一般公開、劇中に登場した10式戦車の実車展示などが行なわれ、約3万2000人が来場した。

### 大洗盆踊りの夕べ
2013年8月11日に開催されたイベントにはサプライズゲストとして渕上舞が登場し、会場では実際に盆踊りで踊れるように本編で使用されたものよりテンポを落として新規収録した「あんこう音頭 大洗盆踊りver.」（編曲：EFFY）が披露された。
CDはランティスのウェブショップ「L-MART」での取り扱いで、OVA「アンコウ・ウォー！」と同じロケ地で撮影された「渕上舞のリアル・アンコウ・ウォー！」を収録したDVD、オリジナルのうちわのセットで、9月20日に発売。

### 大洗町秋まつり商工感謝祭
2013年（第38回）
11月3日、井澤詩織を招いてガルパンクイズ大会を開催した。
2014年（第39回）
11月3日、第3回ガルパンクイズ大会を開催した。また、同日開催の「ハートフル・ラビット・ファンミーティング」に出演する、ウサギさんチームの声優陣（竹内仁美、中里望、多田このみ、山岡ゆり、秋奈）がステージ挨拶を行った。

### 大洗舞祭
2013年（第10回）
11月16日、佐咲紗花による生歌唱に合わせて渕上舞があんこう音頭を踊るイベントが開催された。

### 曲がり松100円商店街
2014年（第30回）
7月20日、「夏のガルパンまつりin大洗」と銘打ち、商店街や大洗文化センター、大洗リゾートアウトレットまいわい市場でガルパンOVA上映会、ガルパン声優トークショー、アニソンカラオケ大会、ラジコン戦車道選手権、模型戦車道選手権展示会などのイベントが開催された。
看板娘「武部沙織」誕生祝賀会および誕生記念セール
2015年6月22日、商店街の看板娘である武部沙織の誕生祝賀会と記念セールが執り行われた。誕生祝賀会には大洗町副町長らも出席したり沙織の住民票の販売なども行われた。この日はアニメ『新世紀エヴァンゲリオン』作中での使徒襲来日という設定でもあるとされていたので、それにちなんだアイテムも展示された。

### 大貫商店会感謝祭
2014年（第1回）
10月12日、大洗町大貫商店街を歩行者天国にしてイベントを開催。午前中は鈴木貴昭、才谷屋龍一、杉山潔による「ガルパンおじさまトークショー」、午後は仙台エリ、森谷里美、杉山潔、常盤良彦による「ガルパン声優さんトークショー」が行われた。また、大洗高校マーチングバンド部「ブルーホークス」による劇中曲などの演奏も行われた。
2016年
10月10日、午前中は竹内仁美と山岡ゆりのキャストトークショー、午後は杉山潔と斎木伸生のトークショーが行われた。
2018年
10月7日、丹波和夫、杉山潔による「魅惑のアメリカ戦車トークショー」。大地葉、七瀬亜深による「ガルパントークショー」。

### ラッピング車両
| ラッピング列車2号車 |  | ラッピング列車3号車 |
| ラッピング列車2号車 |  | ラッピング列車3号車 |

| ラッピングバス1号車 |  | ラッピングバス2号車 |
| ラッピングバス1号車 |  | ラッピングバス2号車 |

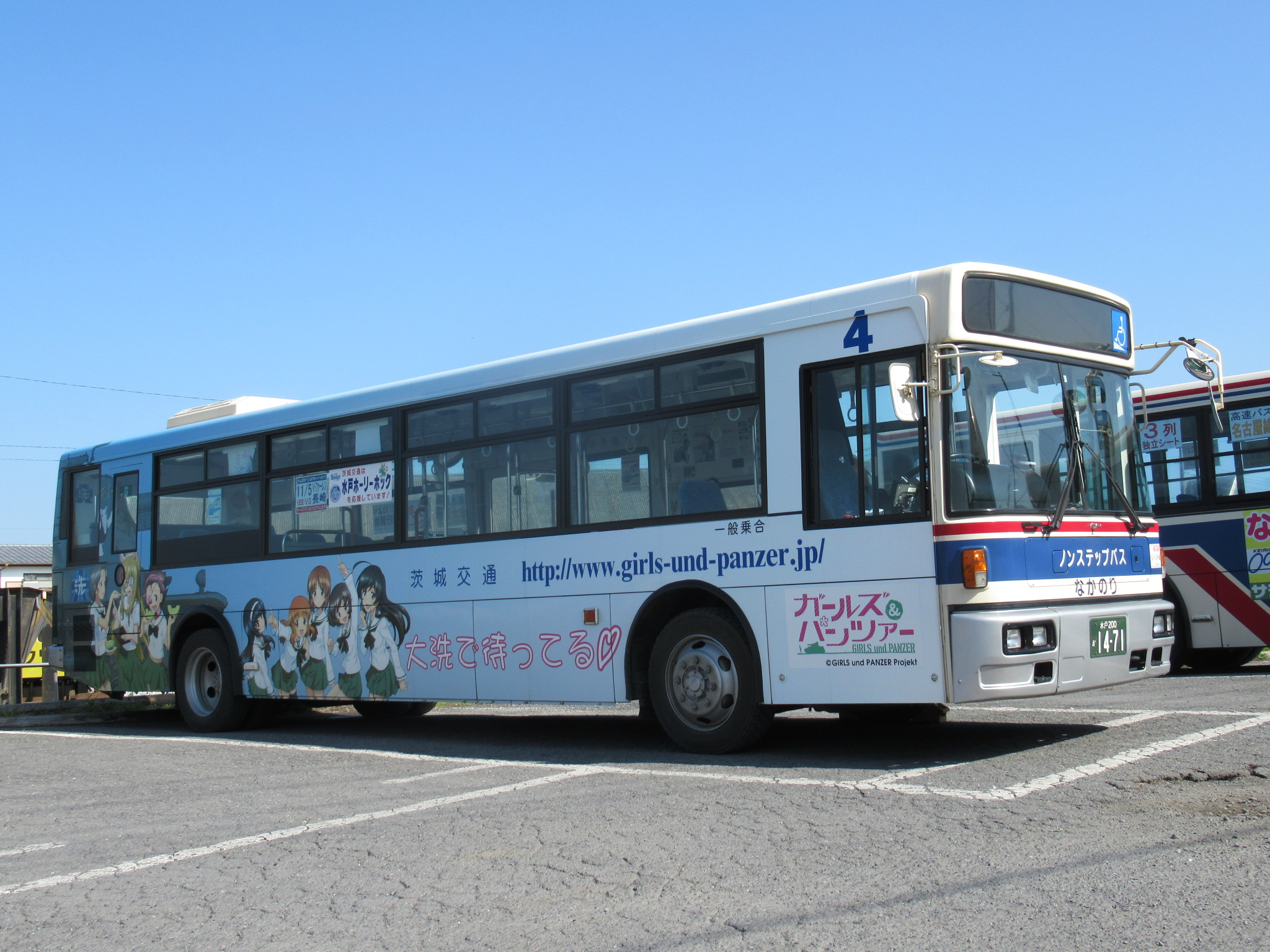
ラッピングバス4号車

地元の交通機関である鹿島臨海鉄道と茨城交通の全面協力により実現した。スタッフに加えて地元の住民等も協力し、すべて手作業で行われた。
鹿島臨海鉄道
2012年11月18日、大洗駅で渕上舞による出発式が行われ、ラッピング列車1両（6006号）の運転が開始された。11月19日以降の運行予定は、同社ホームページ内の最新情報で告知される。また、大洗駅の到着時は西住みほのアナウンスが流れる。
2013年11月10日には新たなラッピングが施された2号車（6018号）が作られ、11月12日から運行が開始された。
2015年11月15日には劇場版公開に先立って3号車（6011号）が登場、大洗駅でお披露目が行われた。
1号車は全面塗装工事にともない運転終了となり、2016年8月7日にラッピング列車3両連結の、さよならイベントが行われた。
2号車と3号車も2023年9月までの定期点検に合わせて再塗装されることになり、2023年5月28日、2両を連結した特別列車が運行された。

茨城交通
2012年11月12日よりテスト的に運転が開始され、2012年11月18日に渕上舞が最後のステッカーを貼って完成した。当日は大洗駅と大洗あんこう祭会場を結ぶ無料シャトルバスとして運転された。11月19日以降は、主に大洗町、ひたちなか市（那珂湊地区）、水戸市などで運転されている。なお、2012年12月31日までは一部の路線で西住みほ（渕上舞）による新収録のアナウンスが流れていた。
2013年6月には観光庁の「第1回『今しかできない旅がある』若者旅行を応援する取組表彰」の奨励賞受賞に合わせ、国土交通省の庁舎前に乗り付けるために東京都内のディーゼル規制をクリアしたラッピングバス2号車が作られた。
2014年11月16日に開催された第18回あんこう祭では、高速バス仕様のラッピングバス3号車が披露され、同月18日から運用に充当された。
2015年3月15日に開催された海楽フェスタにおいて、車体左側部にブルーホークス、右側部と後部に本作イラストを用いたラッピングバス4号車が公開された。

### 記念乗車券・回数券
ガールズ&パンツァー記念乗車券
大洗町を舞台にしているという設定から、鹿島臨海鉄道と本作がタイアップした企画乗車券。2012年10月13日販売開始。
第2弾ガールズ&パンツァー記念乗車券
鹿島臨海鉄道が2013年2月24日より大洗駅・新鉾田駅にて、3月11日より郵送受付にて販売開始。
第3弾ガールズ&パンツァー記念乗車券
鹿島臨海鉄道が大洗舞祭・大洗あんこう祭の開催に合わせ、2013年11月16日に大洗駅にて先行販売。同月23日より新鉾田駅、29日より郵送受付にて販売開始。
第4弾ガールズ&パンツァー記念乗車券
鹿島臨海鉄道がOVAアンツィオ戦の発売を記念し、2014年7月19日に大洗駅および郵送受付にて販売開始。
ガールズ&パンツァー応援回数券
茨城交通と本作がタイアップした数量限定の企画回数券。2012年11月18日販売開始。
ガールズ&パンツァー応援回数券 第2弾
茨城交通が2013年11月17日より各窓口およびオンラインにて販売開始。
ガールズ&パンツァーラッピング高速バス記念きっぷ
宇都宮-水戸・ひたちなか間で有効の2枚組回数券。茨城交通がラッピングバス3号車の運行開始を記念し期間限定で販売。栃木方面の路線であるため、券面には栃木の学校であるアンツィオ高校のメンバーが描かれている。
世界一楽しい片道きっぷ
大洗町に隣接するひたちなか市にも足を向けてもらおうと企画された、交通機関3社にまたがる乗車券。券面にはひたちなか市出身と設定されているキャラクター4人（佐々木あけび、河西忍、澤梓、宇津木優季）が描かれている。ひたちなか海浜鉄道湊線の勝田駅を起点とし、那珂湊駅と大洗駅（茨城交通バスを使用）を経由して水戸駅に至る。OVAのイベント上映に合わせて、2014年6月6日から同年8月31日まで発売される予定であったが、好評を受けて12月31日までの販売の延長が決定した。約半年間の期間中で1,597枚の売り上げがあった。

### 茨城空港ガルパン応援計画
2013年
9月9日から10月31日にかけて茨城空港で開催され、空港内でのスタンプラリーや本作のパネル・模型などの展示が行なわれた。本キャンペーンでは空港所在地である小美玉市出身の山郷あゆみが中心的に起用されている。
2014年
7月12日から8月31日にかけて開催され、前年同様の催しのほか8月30日には西住みほ役の渕上舞と山郷あゆみ役の中里望によるトークショーの実施、さらにこれに合わせて国内各空港からの巡礼ツアーが組まれた。
その後の2015年と2016年も前年同様8月上旬から月末まで、声優の中里とプロデューサーの杉山と地元代表の常盤によるトークイベントやスタンプラリーやパネルなどの展示が行われた。

### 住民票
あんこうチームの特別住民票を2013年4月1日から6月28日まで大洗町役場住民課窓口にて販売（土・日・祝休日は除く）。6月7日までに発行数は1万件を超え、これは正規の住民票発行の1年6カ月分にもなり、請求者には日本各地のほか、台湾や香港という海外からの観光客もいた。最終的な発行数は16,406枚に上り、発行手数料492万円の収入は大洗町議会において商店街活性化事業への繰り入れが議決された。
2015年7月16日からは、大洗町内にある幕末と明治の博物館において、この特別住民票を見せると団体割引が適用されるサービスが開始された。

### 茨城県知事選挙
2013年9月に行なわれた茨城県知事選挙において、選挙啓発運動の一環として本作のイラスト入りポケットティッシュが約6万個用意され各地の期日前投票所で配布されたほか、渕上舞演じる西住みほが投票を呼び掛けるアナウンステープが作成され県内各地で放送された。

### 水戸ホーリーホック
大洗町はJリーグディビジョン2に所属する水戸ホーリーホック（以下、水戸）を支援する「ホームタウン推進協議会」に加盟しており、あるきっかけで本作を視聴した水戸のクラブ社長である沼田邦郎が、奮戦する大洗女子学園に共感。協力を依頼してきたクラブに対してバンダイビジュアル側も前向きの姿勢を示し、2013年11月よりコラボレーションを開始。また、2013年12月には両者間で2014年度のスポンサー契約の締結が報じられ、2014年2月の合同記者会見において、試合会場でのコラボイベントの実施や関連グッズの販売を発表。レプリカユニフォームをはじめ、タオルマフラーやTシャツなどのさまざまなコラボグッズが販売された。
2015年はピッチ看板に加えてユニフォームスポンサー（パンツ）契約も締結した。SUPER GTなどでひとつのアニメ番組がスポンサードをした例は過去にもある（当該項目や痛車の項目を参照のこと）が、サッカークラブのスポンサーとしては極めて異例である。
あんこうチーム唯一の水戸市出身者である華が「ガールズ&パンツァー代表サポーター」に認定されており、マッチデープログラムやポスターなどにみほとともに描かれることが多い。
また、本作と水戸のようにアニメ作品とのコラボレーションを実施する3クラブ（他は『甘城ブリリアントパーク』と東京V、『のうりん』とFC岐阜）が協力して「アニ×サカ!!」と銘打ったコラボマッチを実施。後に東京Vは離脱するが、岐阜は『のうりん』と原作者が同じ『りゅうおうのおしごと!』とのコラボレーションで、水戸とのコラボマッチを継続している。
2013年11月10日 J2第40節・東京ヴェルディ戦
「大洗町の日」として開催され、大洗町在住者および大洗町への通勤・通学者の他、指定の本作公式グッズ持参者も入場無料とし、特製チケットや記念品の配布を実施した。当日は晩秋のナイトゲーム、そして折からの悪天候という集客には悪い条件が重なったにもかかわらず、4,733名の観客を動員した。
2014年3月2日 J2第1節 大分トリニータ戦
本作とのコラボグッズ第1弾となるコラボ仕様ユニフォームの発売を記念し、五十鈴華役の尾崎真実によるユニフォームの手渡し販売とトークショーが実施された。
2014年4月29日 J2第10節 ロアッソ熊本戦
対戦相手が西住姉妹の出身地である熊本のチームということから「姉妹代理対決」のコピーが大きく打ち出され、スタジアム内では「戦車道パーク」として多くのイベントが開催された。
2014年7月20日 J2第22節 ザスパクサツ群馬戦
試合当日がOVAのイベント上映期間ということもあり、試合開始前とハーフタイムに声優のトークショーが実施された。
2014年8月17日 J2第27節 東京ヴェルディ戦（味の素フィールド西が丘）
東京ヴェルディもアニメ『とある科学の超電磁砲』とのコラボレーションを実施していることから、両チームの選手紹介時に両作品の楽曲（水戸は「Enter Enter MISSION!」、東京Vは「only my railgun (fripSide) 」）が会場で流された。水戸にとってはアウェイゲームであったがスタジアム内で本作のコラボグッズも販売された。
2014年11月1日 J2第39節 横浜FC戦
「大洗町の日」として開催。前年同様、指定グッズ所持者も入場無料とし、特製チケットや記念品の配布を行ったほか、大洗まいわい市場の出店やあんこう汁の販売を実施した。対戦相手の横浜FCが聖グロリアーナ女学院の母港である横浜市のクラブであることから、第4話の親善試合のリベンジを前面に打ち出したプロモーション活動が展開され、試合終了後にはスタジアム内のアストロビジョンを使用して第4話と劇場版予告の上映が行われた。
2015年10月18日 J2第37節 東京ヴェルディ戦
スタジアム前広場にて竹内仁美、中里望による「ガールズ&パンツァーRADIO ウサギさんチーム、訓練中!」の公開録音。華と甘城ブリリアントパークのヒロイン「千斗いすず」がポスタービジュアルに登場し、“いすず”という両者の名前をとって「いすず対決」と銘打たれて行われた。

### 茨城県赤十字血液センター
茨城県赤十字血液センターでは、広報や献血協力者への記念品配布、本作関連イベントへの献血バス出動、さらに2015年の劇場版公開当初にはシネプレックス水戸限定で献血ルームMEET（水戸市宮町）のCMを流すなど、本作と連携した企画を実施。その結果、キャンペーン実施前の2013年8月の県内献血ルームの協力者数が718人だったのに対し、キャンペーンを行った2014年および2015年の8月での協力者数がどちらも1190人前後と約1.6倍に増加。また、大洗町では献血バスでの協力者数が1日平均30から40人程度だったものが、2015年のあんこう祭りに出した献血バスでは262人になるなど、一定の効果が見られている。

### 大洗ガルパンギャラリー
設定資料や、劇中に登場したが取り壊された金子屋薬局の調剤室など多くの資料を展示する資料館。大洗町友好都市物産店を併設する。
2015年5月、大洗リゾートアウトレット内に開館。
2016年4月、同アウトレットモール内で移転・リニューアル。前ギャラリーより規模が縮小されるが、中村桜はじめ声優陣が製作したプラモデルやラジコン戦車道などを新たに展示する 。
2017年2月、同所において規模を拡大してリニューアルオープンするが、モール運営会社との確執により大洗まいわい市場とともに3月に無期限閉館。
2017年4月、大洗まいわい市場とともに大洗町港中央の仮設店舗に移転し、リニューアルオープン。
2017年7月、大洗まいわい市場とともに大洗シーサイドステーション（旧:大洗リゾートアウトレット）内に再度移転し、リニューアルオープン。

## 受賞歴
- 第18回アニメーション神戸賞個人賞（水島努）

以下は本作と大洗町のタイアップに対する受賞である。
- 第1回『今しかできない旅がある』若者旅行を応援する取組表彰 奨励賞[254][299]
- 平成25年度いばらきイメージアップ大賞 大賞[300][301]
- 第8回声優アワード シナジー賞[302]